# Šigeru Tamura
Šigeru Tamura (田村 茂, Tamura Šigeru; 28. února 1909 Sapporo – 16. prosince 1987) byl japonský fotograf známý svou prací v módě a fotožurnalistice.

## Životopis
Tamura se narodil v Sapporu na ostrově Hokkaidó. Šigeru bylo předpokládané jméno; Tamurovo osobní jméno bylo pravděpodobně Torašige. Studoval fotografii na Orientální škole fotografie (オリエンタル写真学校, Orientaru šašin gakkó) a promoval v roce 1929. S Jošiem Watanabem založil v roce 1935 v Ginze v prefektuře Tokio studio pro reklamu a jinou fotografii. Jako módní fotograf byl velmi úspěšný, zejména v práci pro časopis Fudžin Gahó od roku 1937. Spolu s Kenem Domonem a dalšími založil v roce 1938 společnost Young Press Photo Study Group (Seinen Hódóšašin Kenkjúkai).
Tamura se vyprofiloval z války jako fotograf sociálních otázek v Japonsku a přistupoval k nim z pacifistického a levicového úhlu. Také cestoval a produkoval knihy o arabském světě a severním Vietnamu. V roce 1963 založil Japonskou asociaci realistických fotografů (Nihon Riarizumu Šašin Šúdan).
V 70. letech dokumentoval Tamura topografii a kulturní dědictví Japonska.
Šigeru Tamura zemřel 16. prosince 1987 ve věku 78 let.

## Galerie

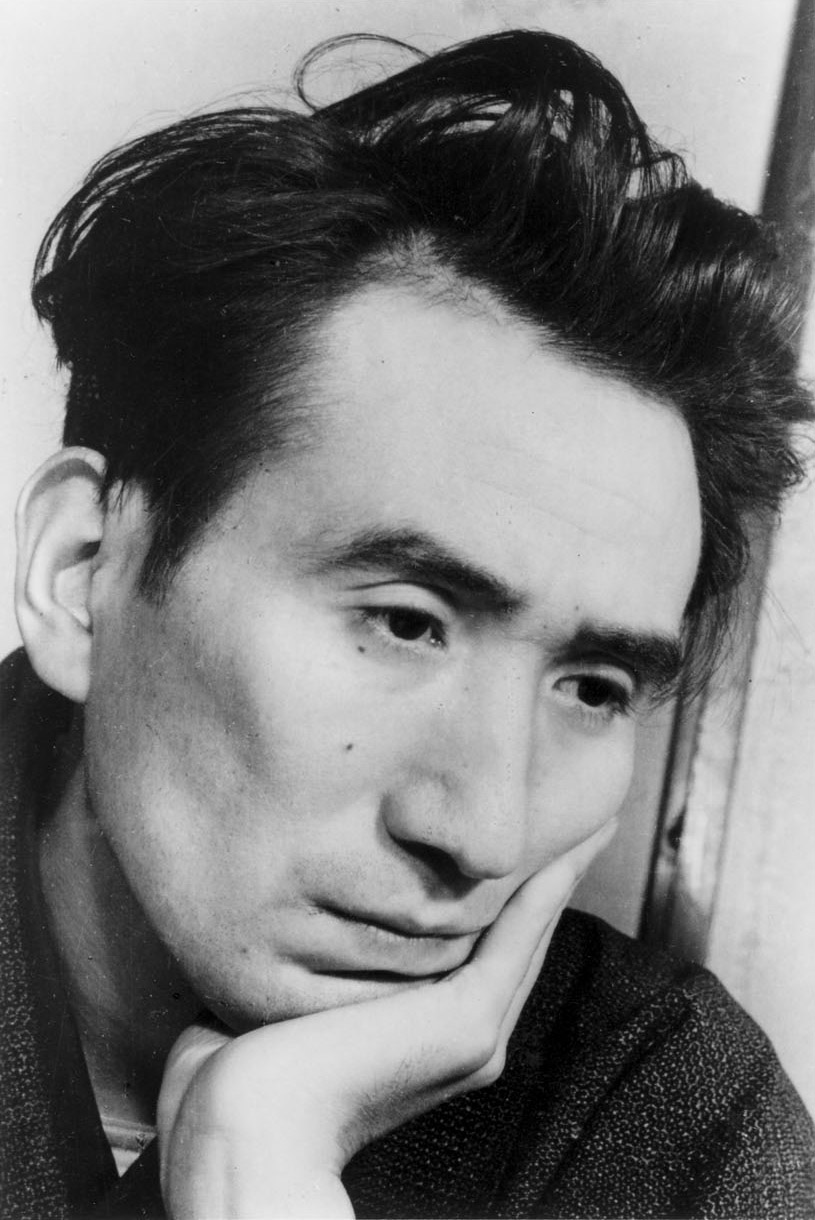
Osamu Dazai
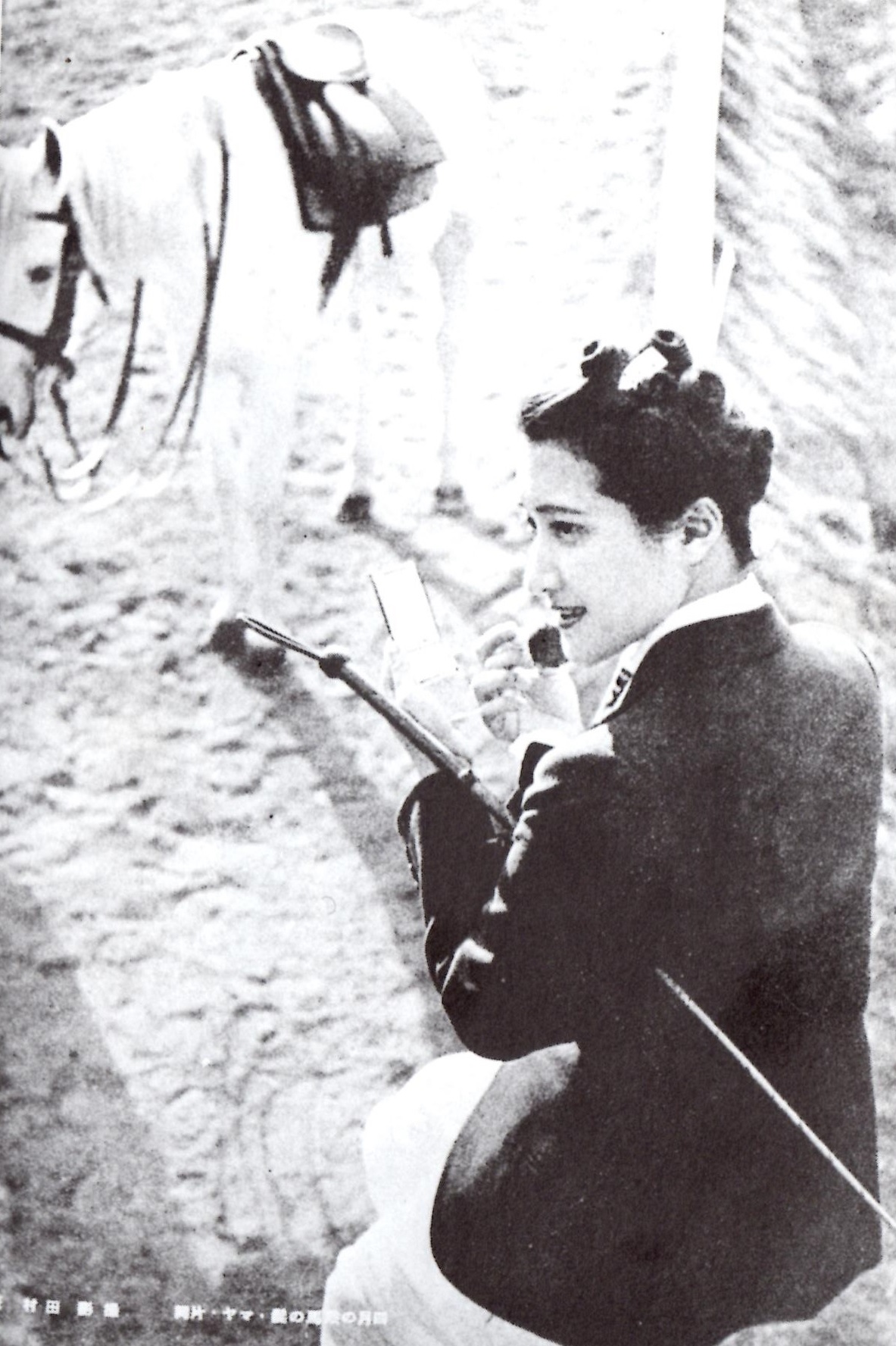
Žena, která jezdí na koni
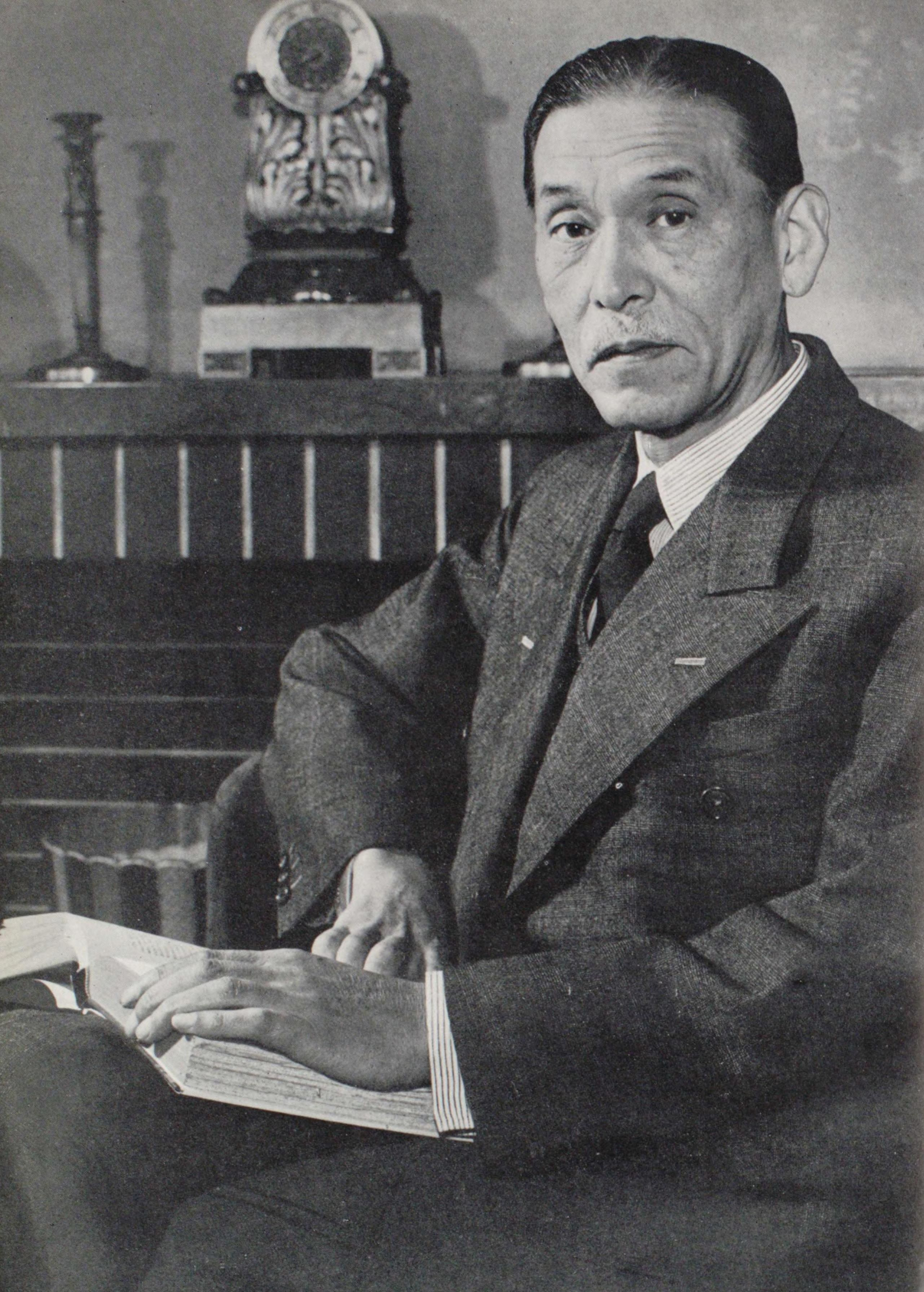
Hitoši Ašida
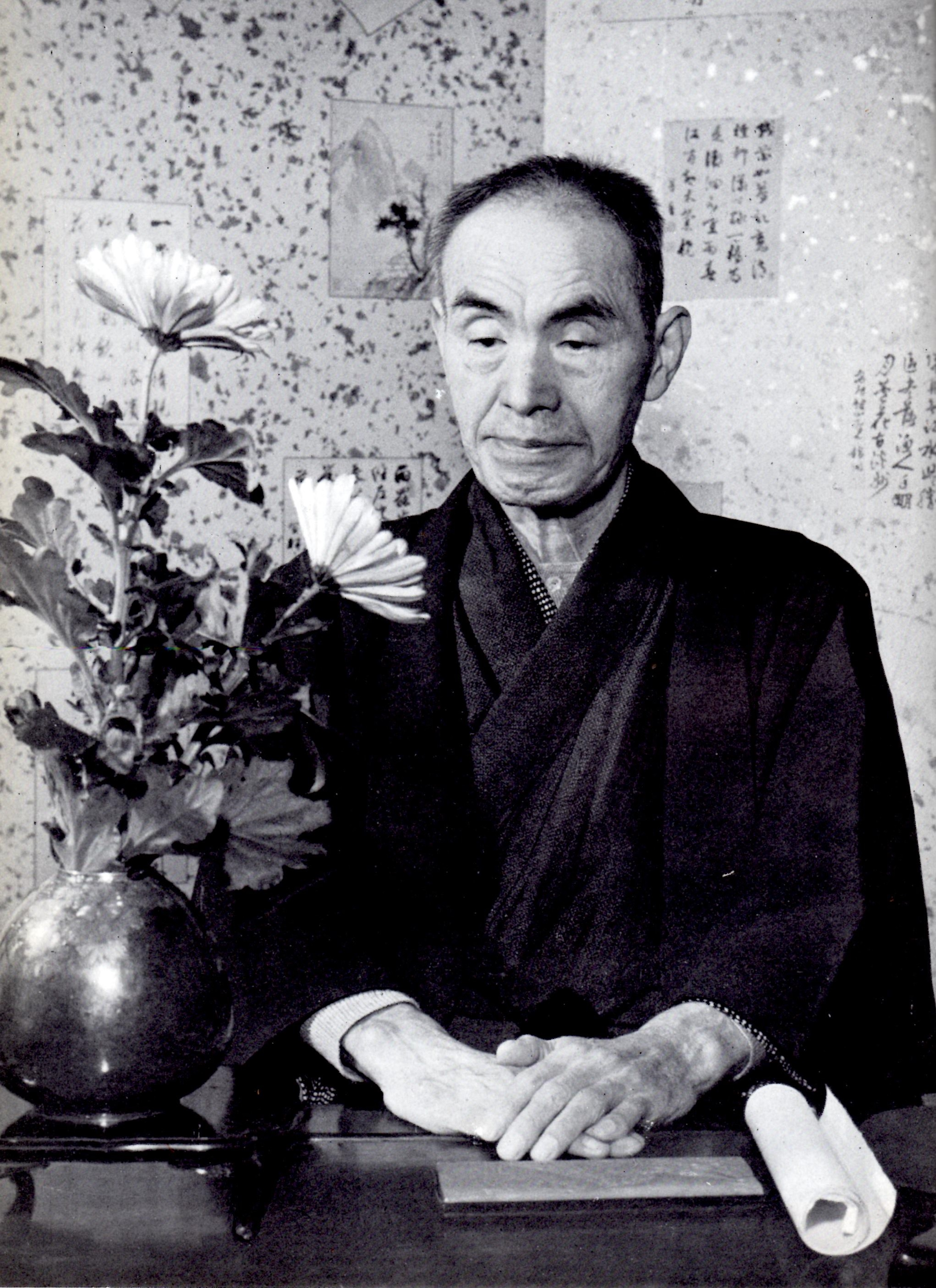
Bansui Doi
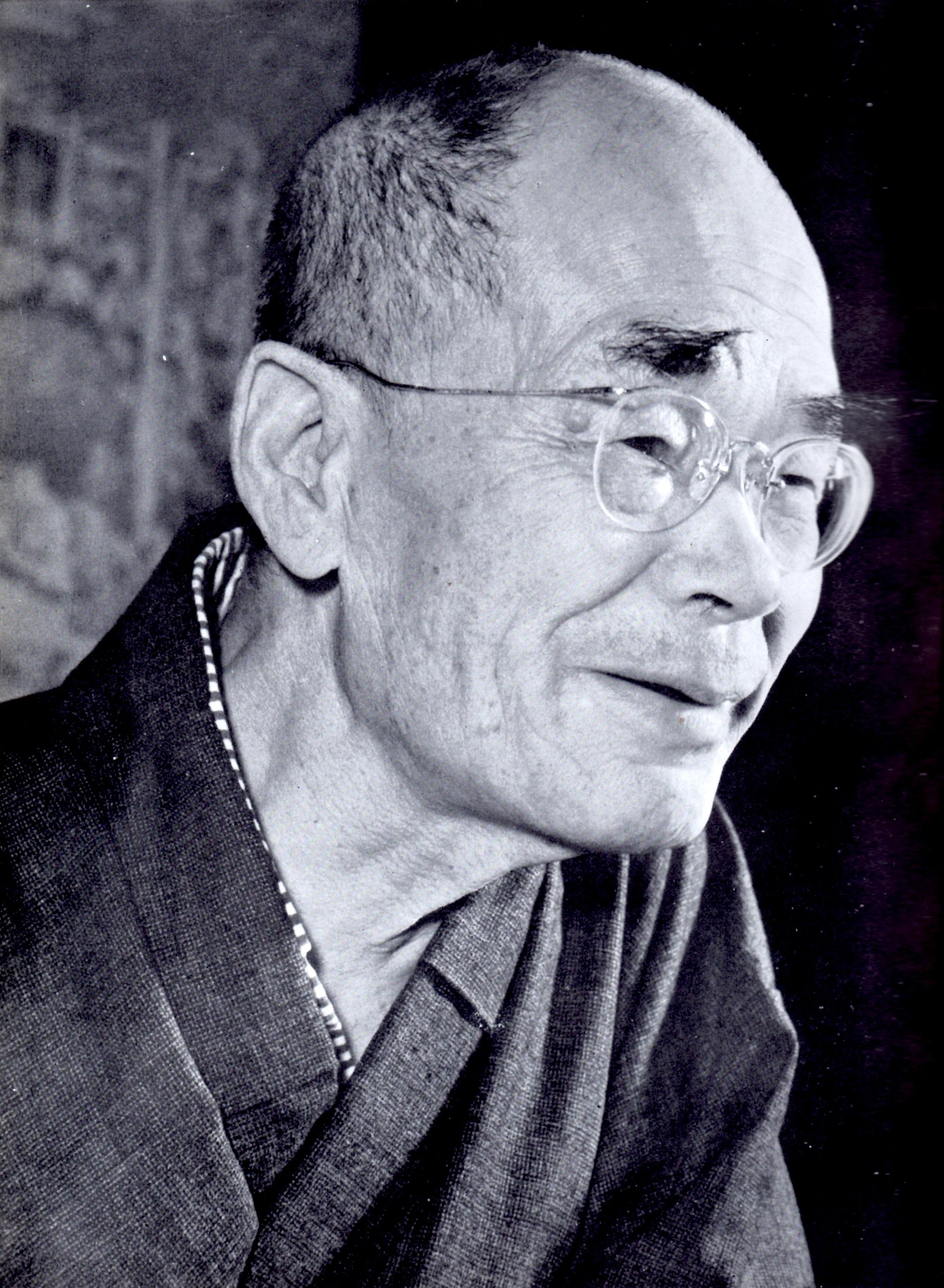
Daisecu Teitaró Suzuki
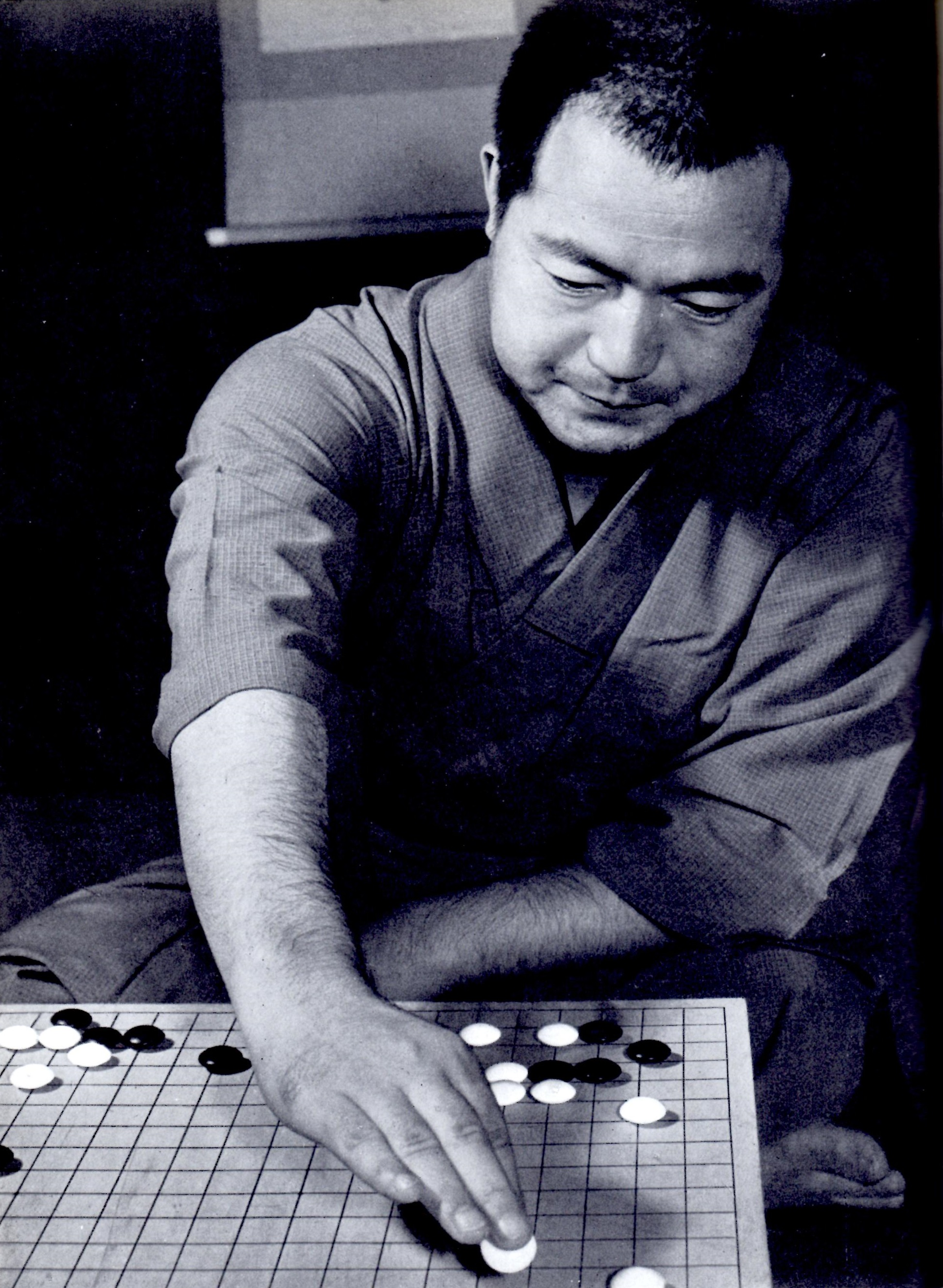
Kuranosuke Fudžisawa
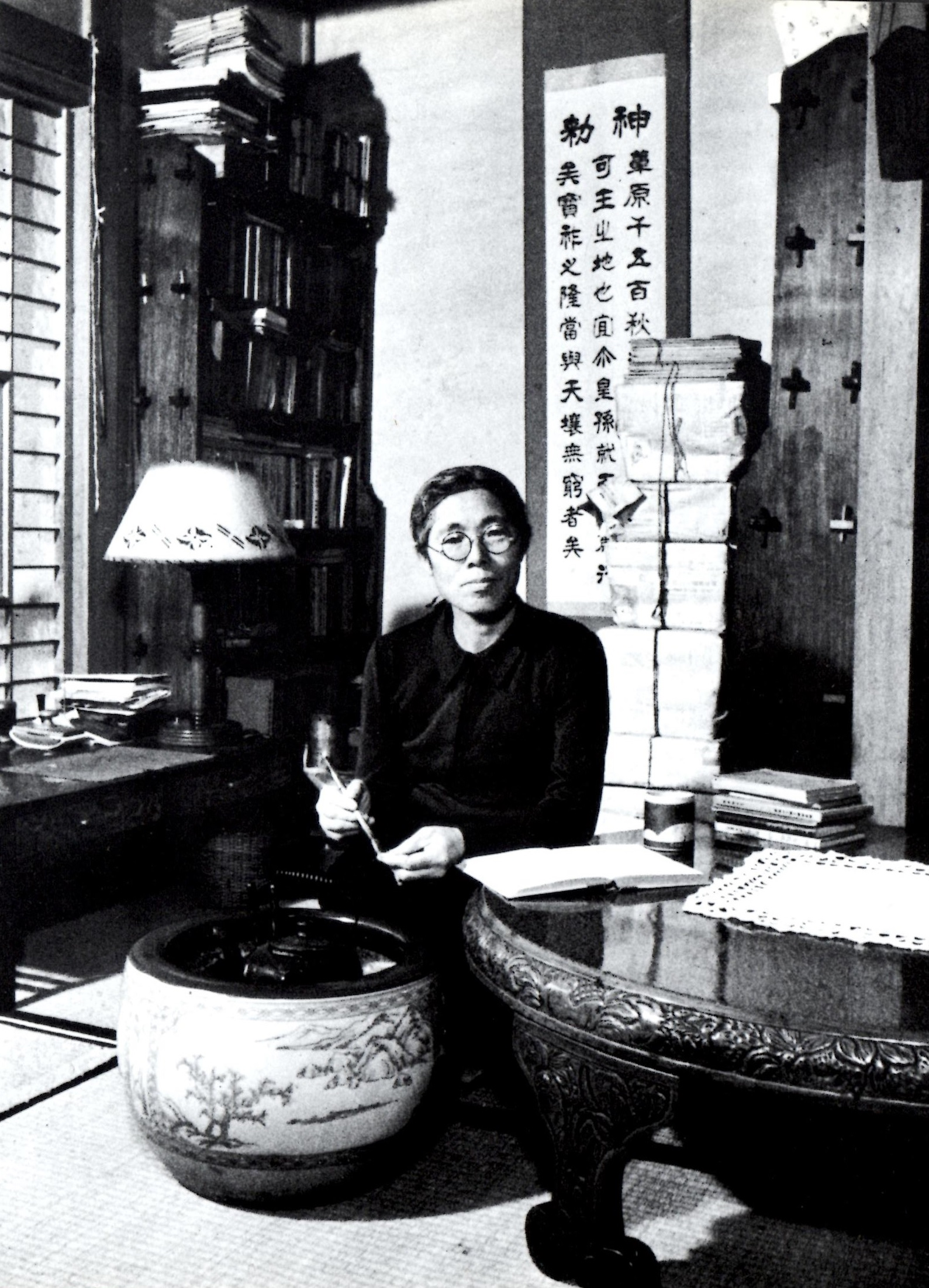
Fusae Ičikawa
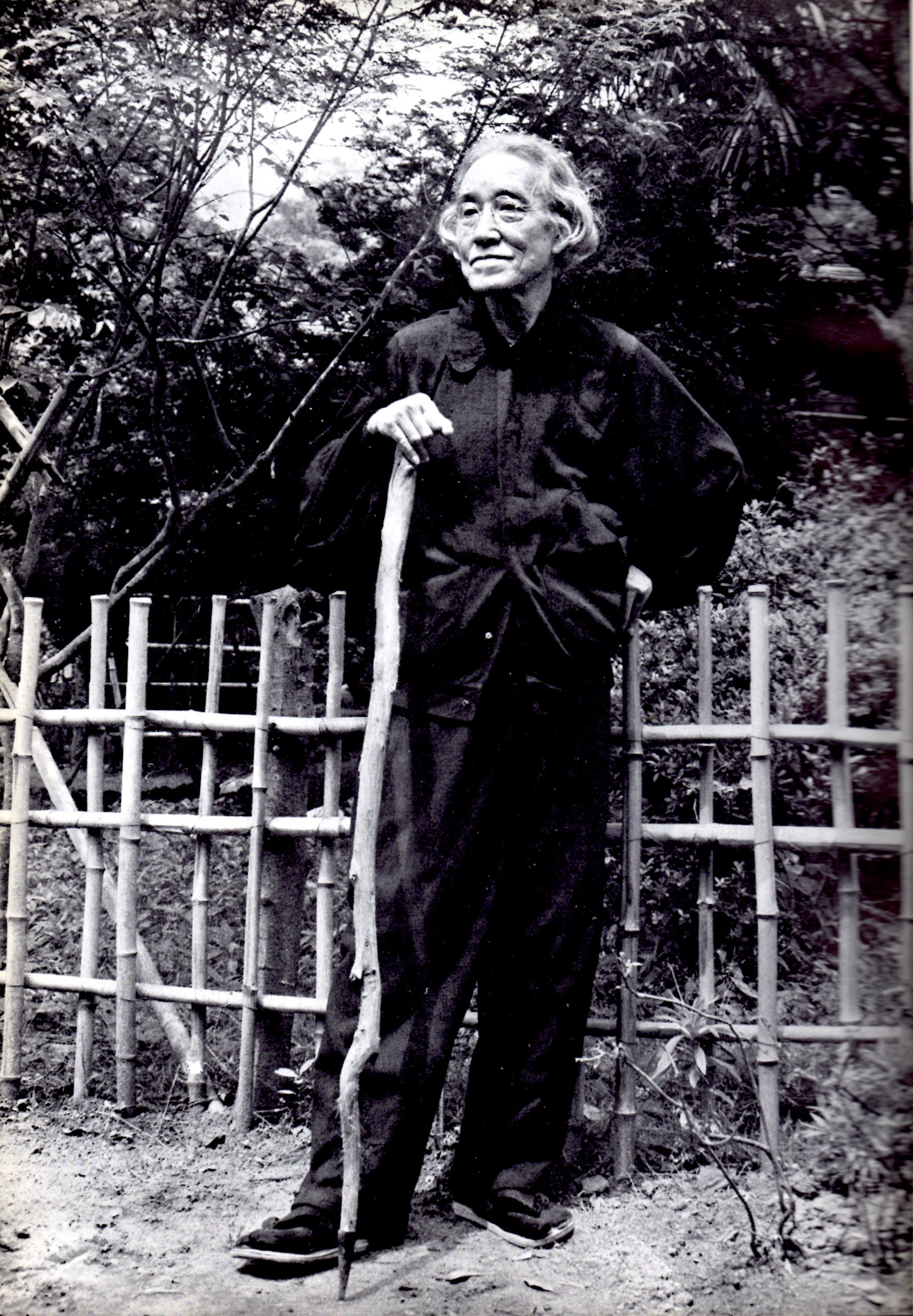
Hasegawa Njozekan
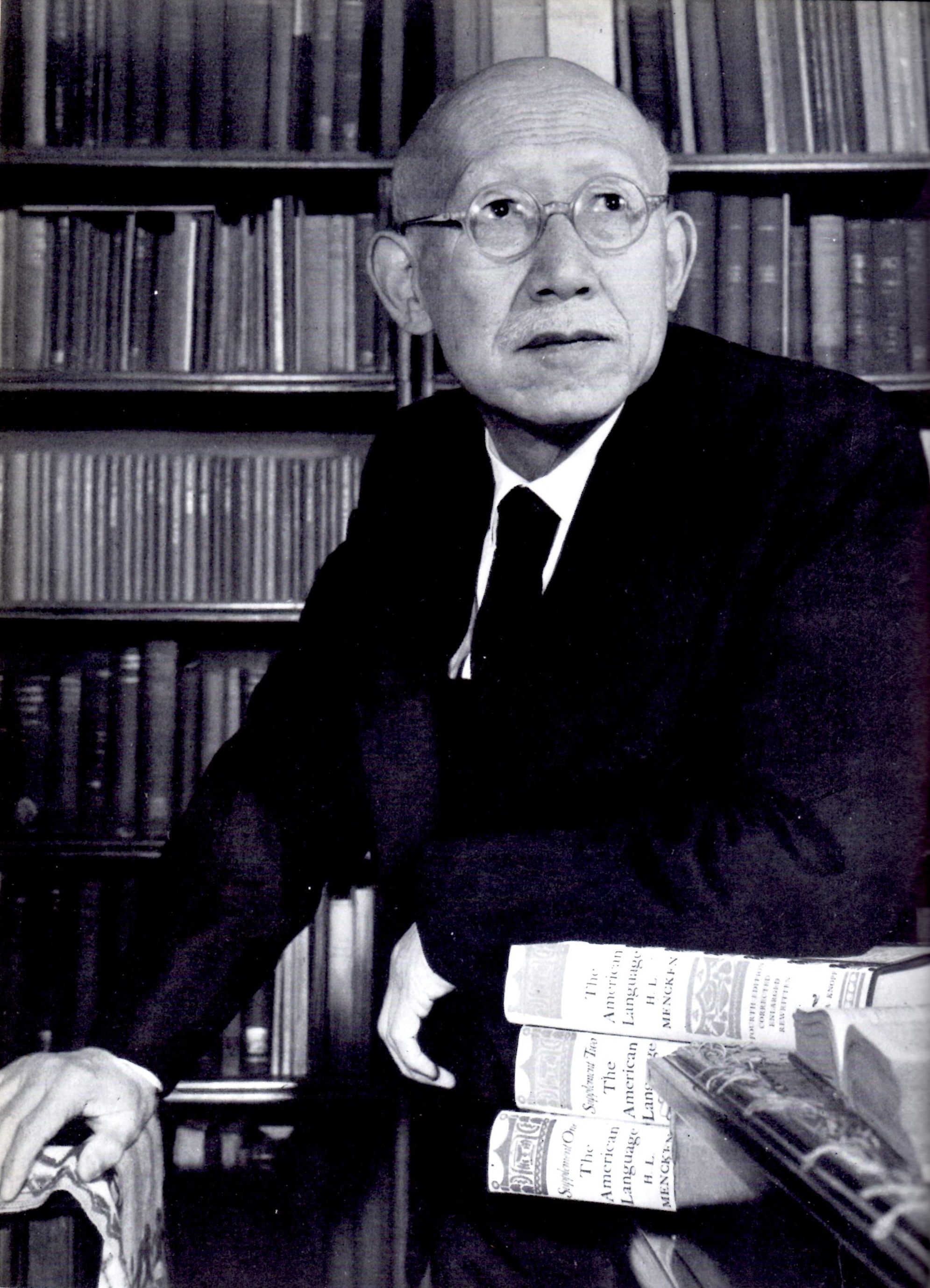
Sanki Ičikawa
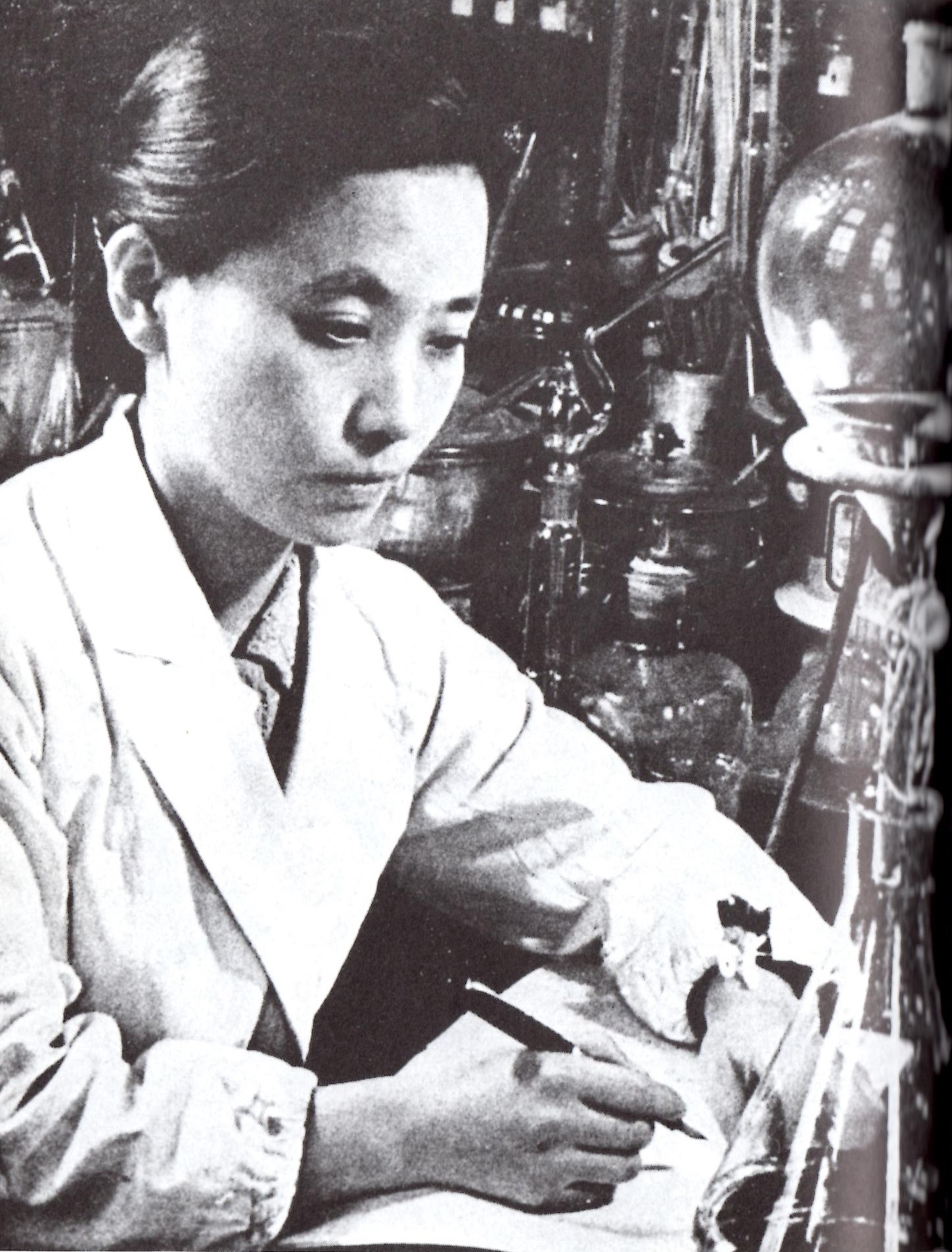
Vědkyně
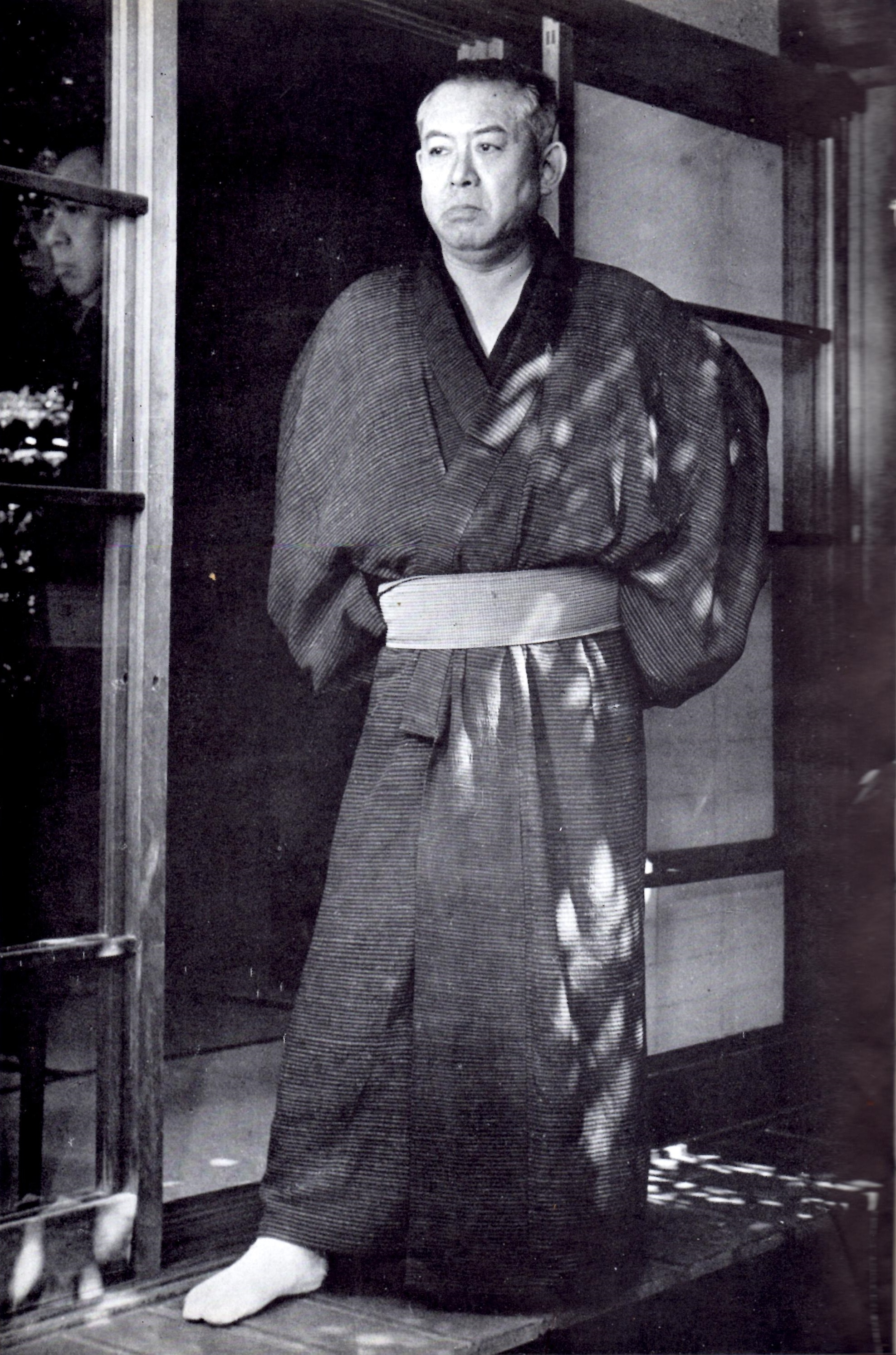
Džun’ičiró Tanizaki
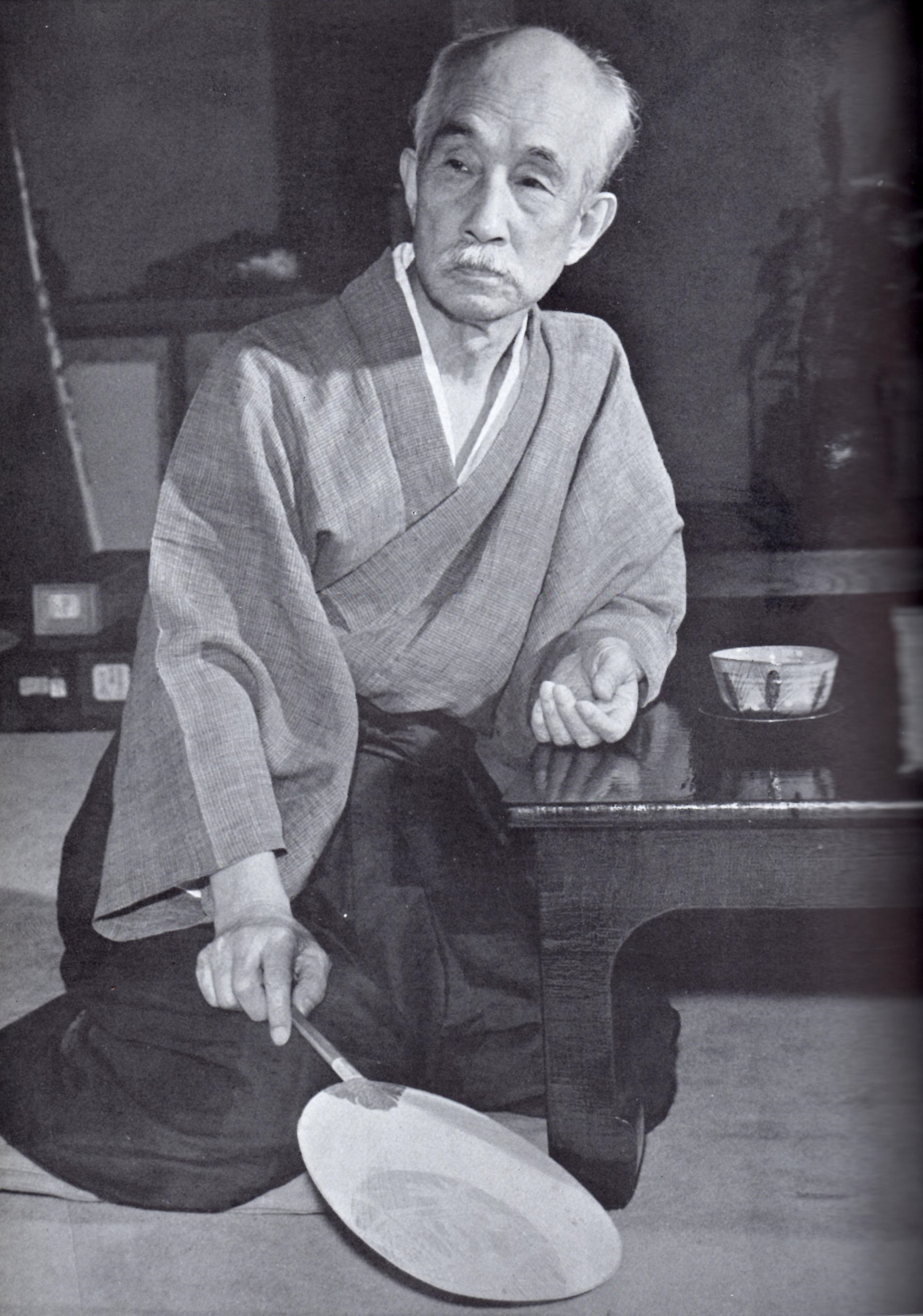
Gyokudó Kawai
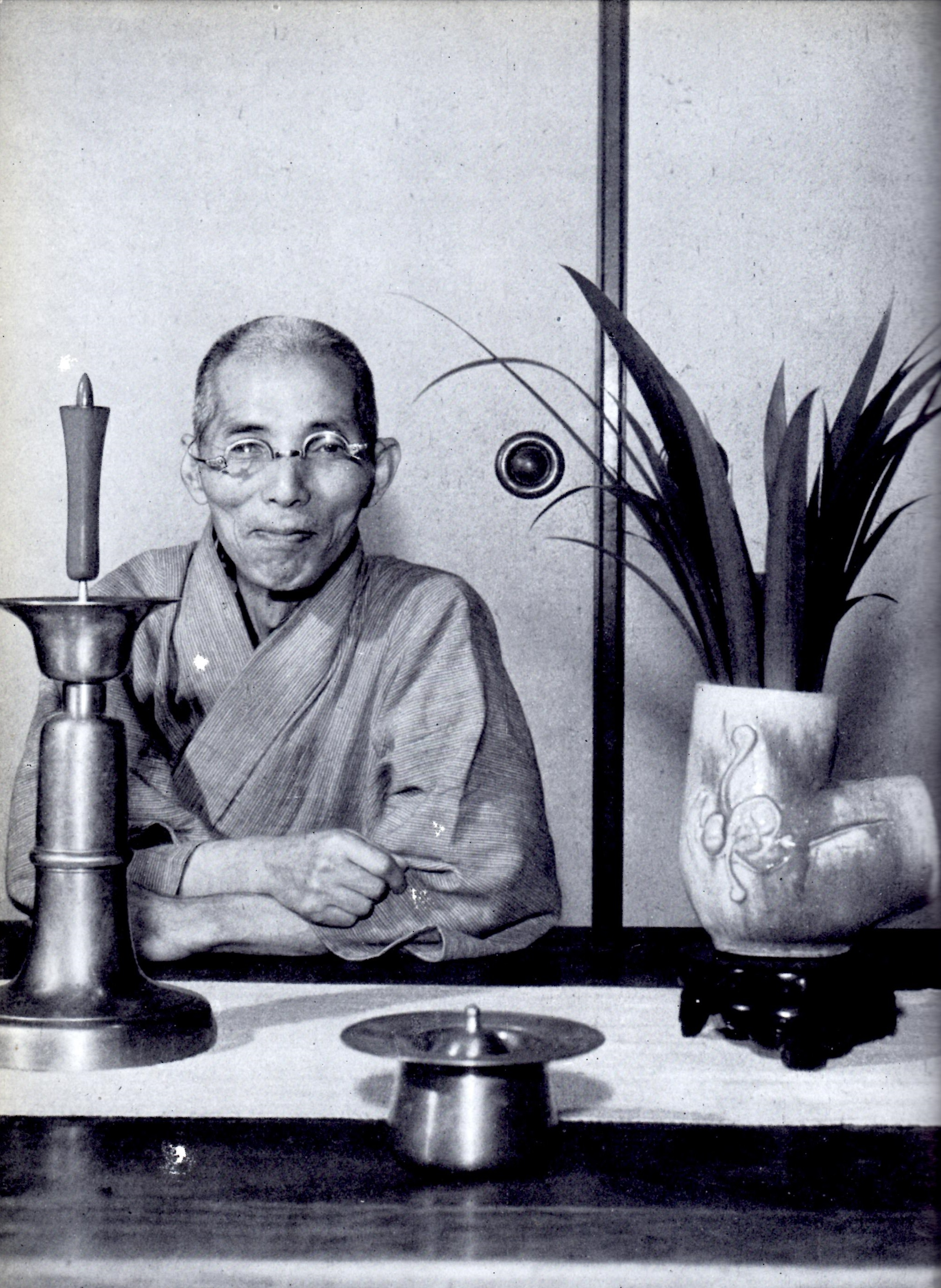
Kandžiró Kawai
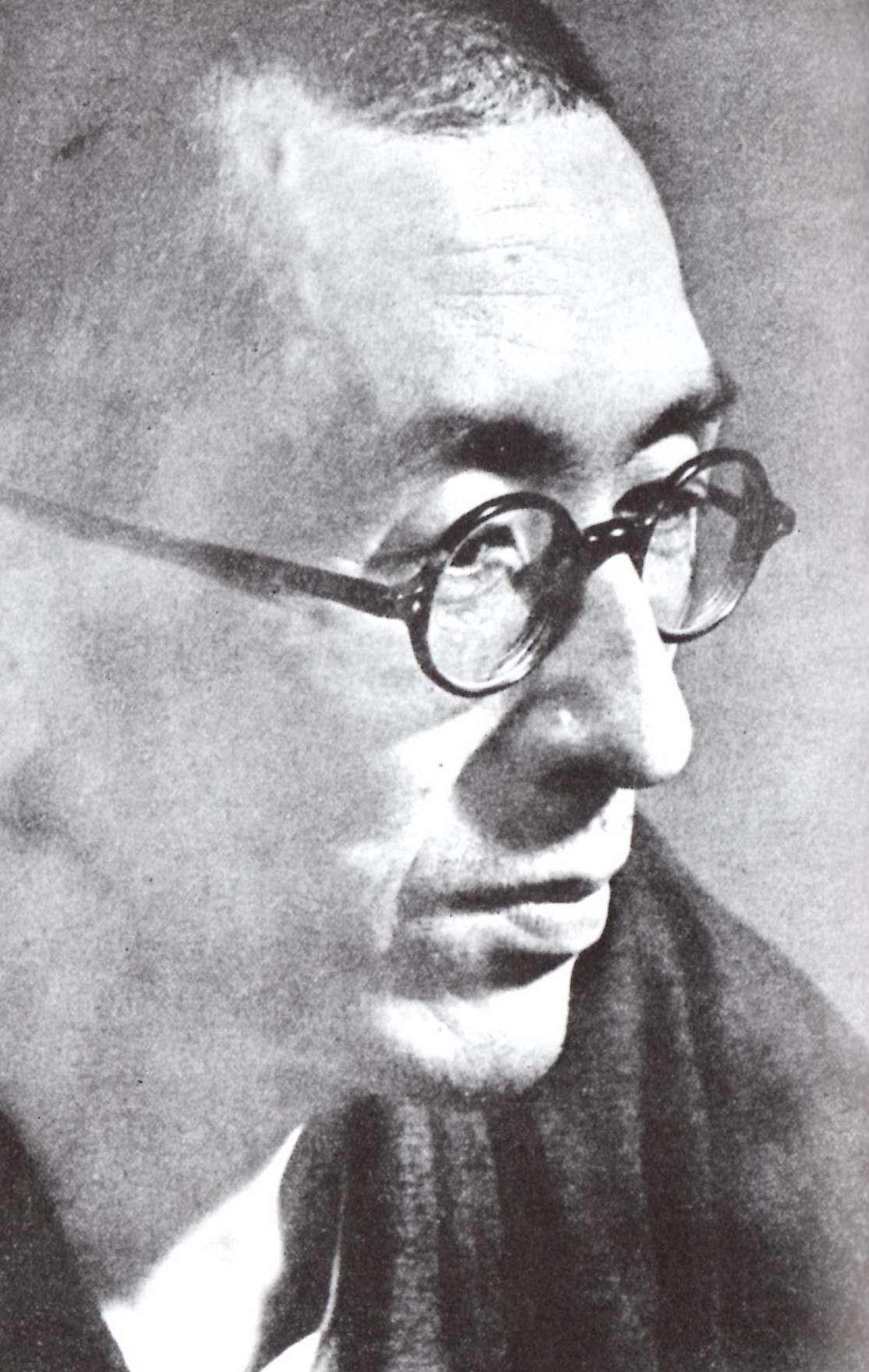
Keisuke Serizawa
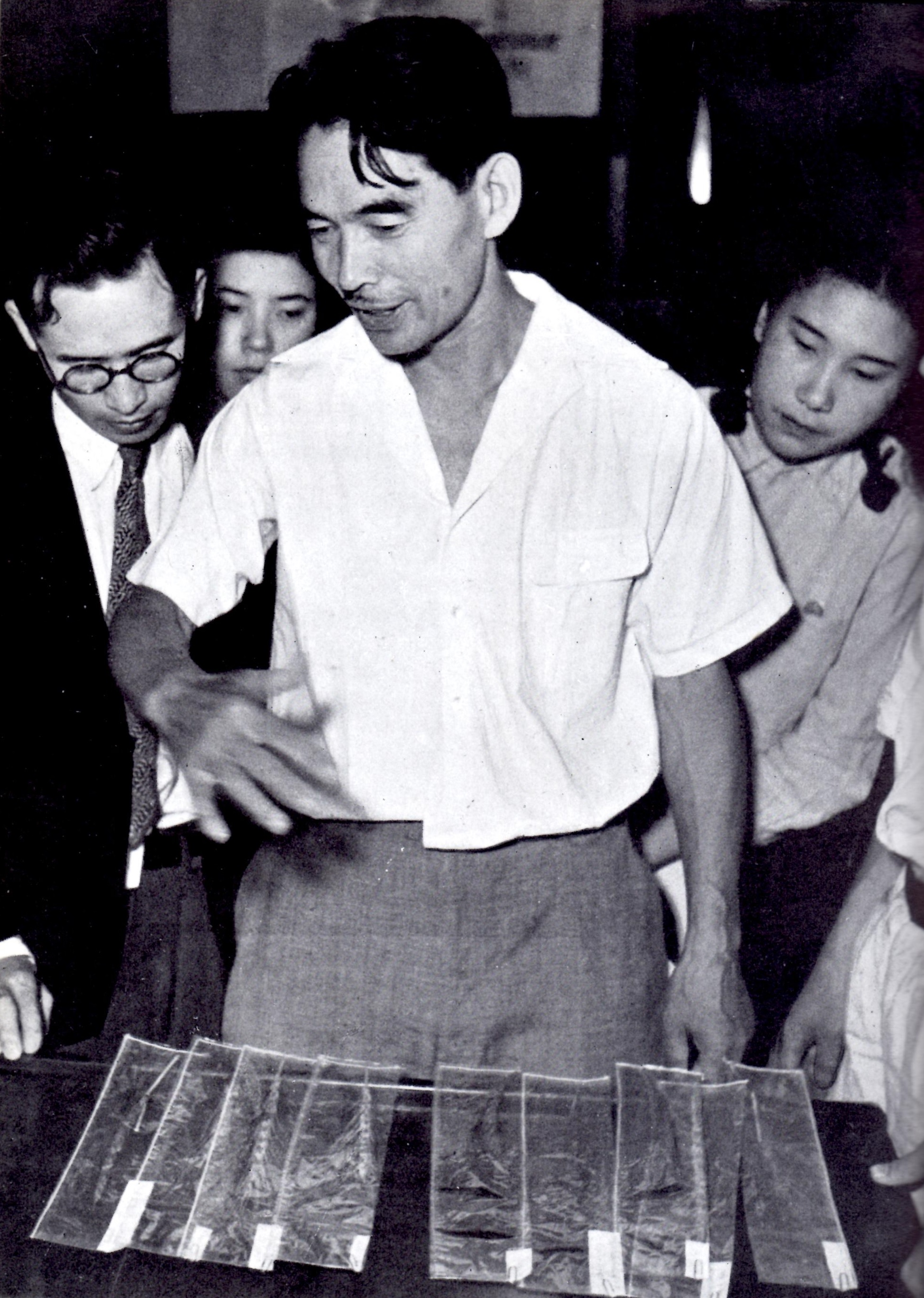
Kihara Hitoši
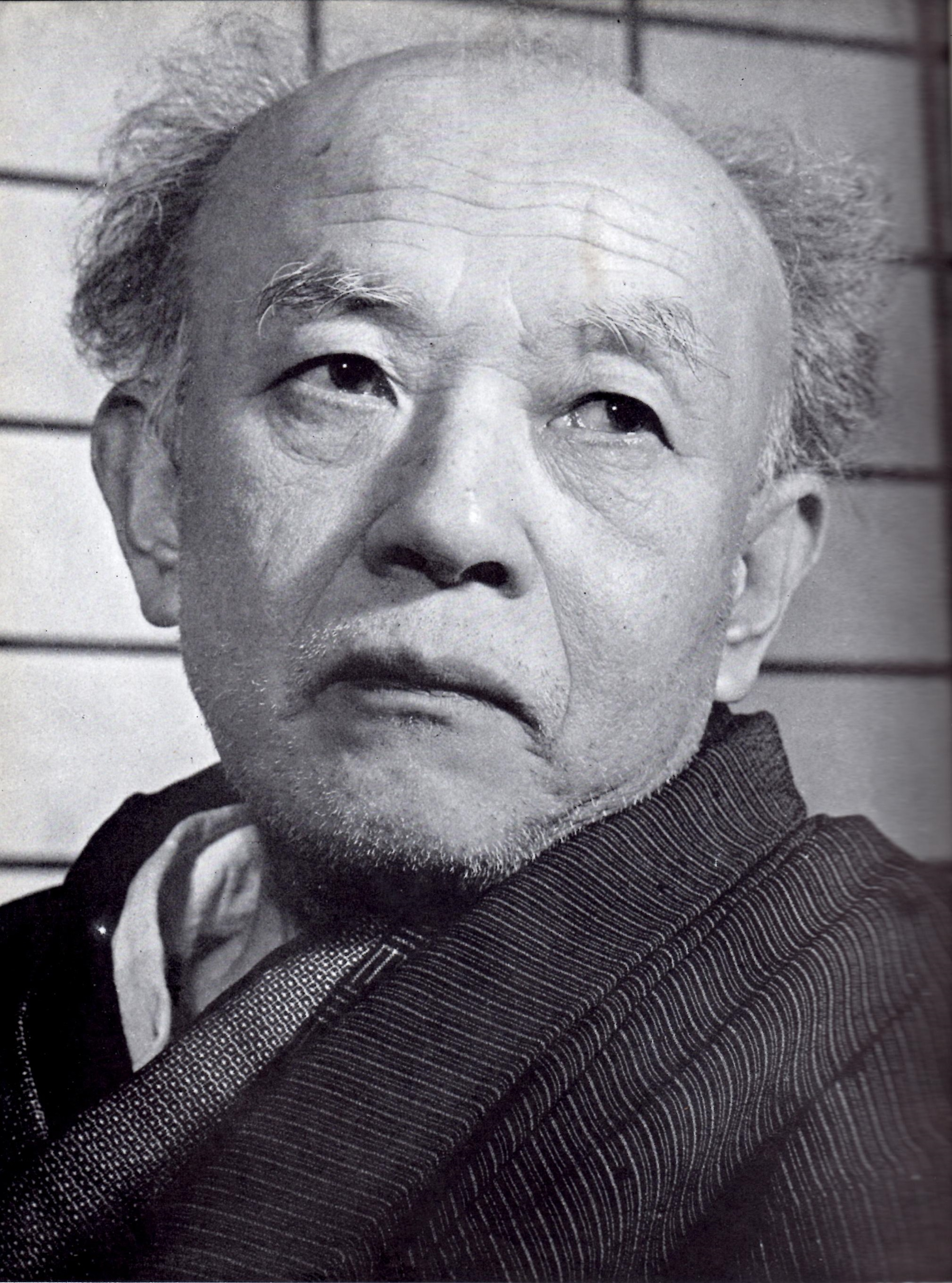
Kobajaši Kokei
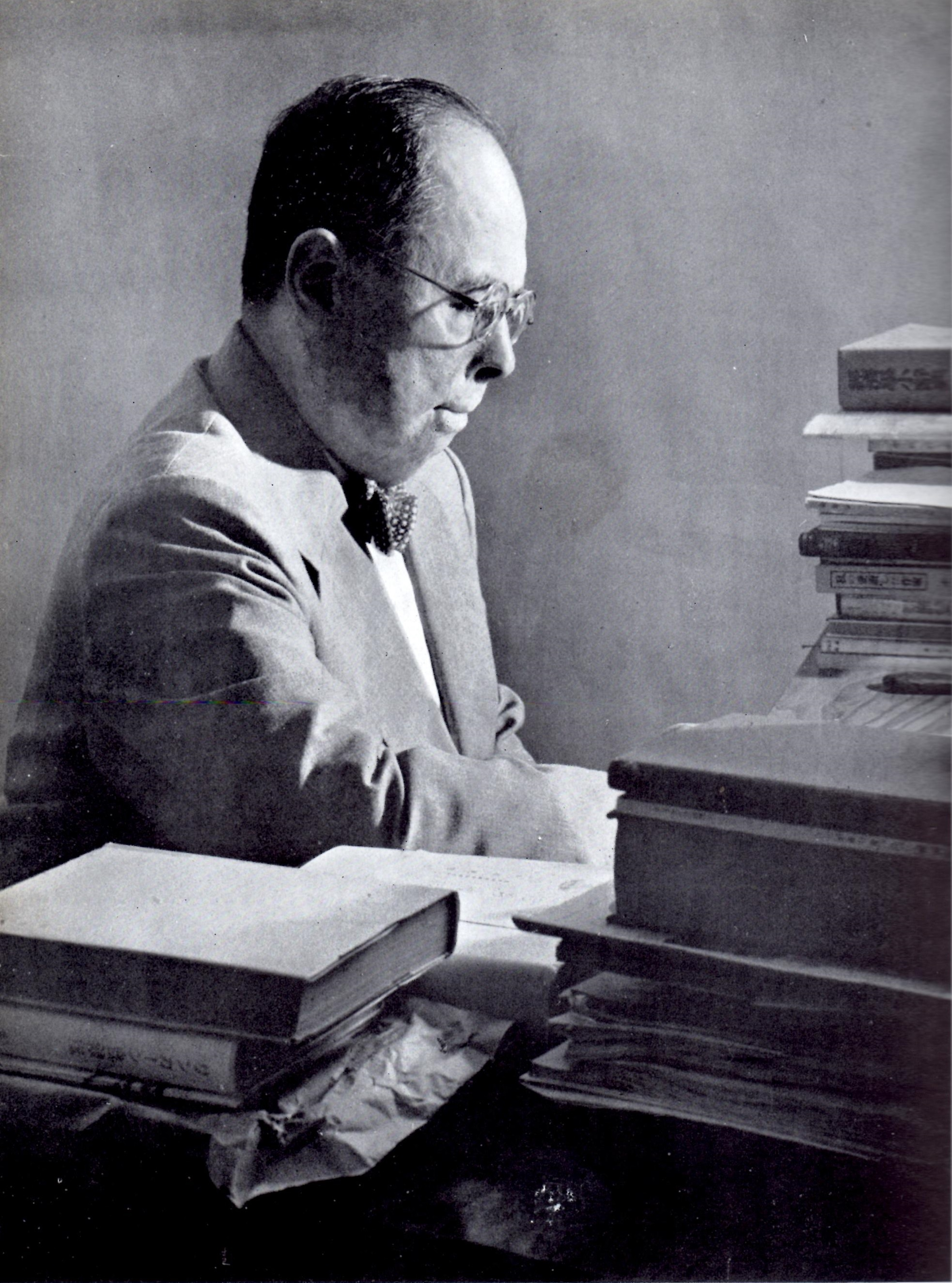
Koizumi Sinzó
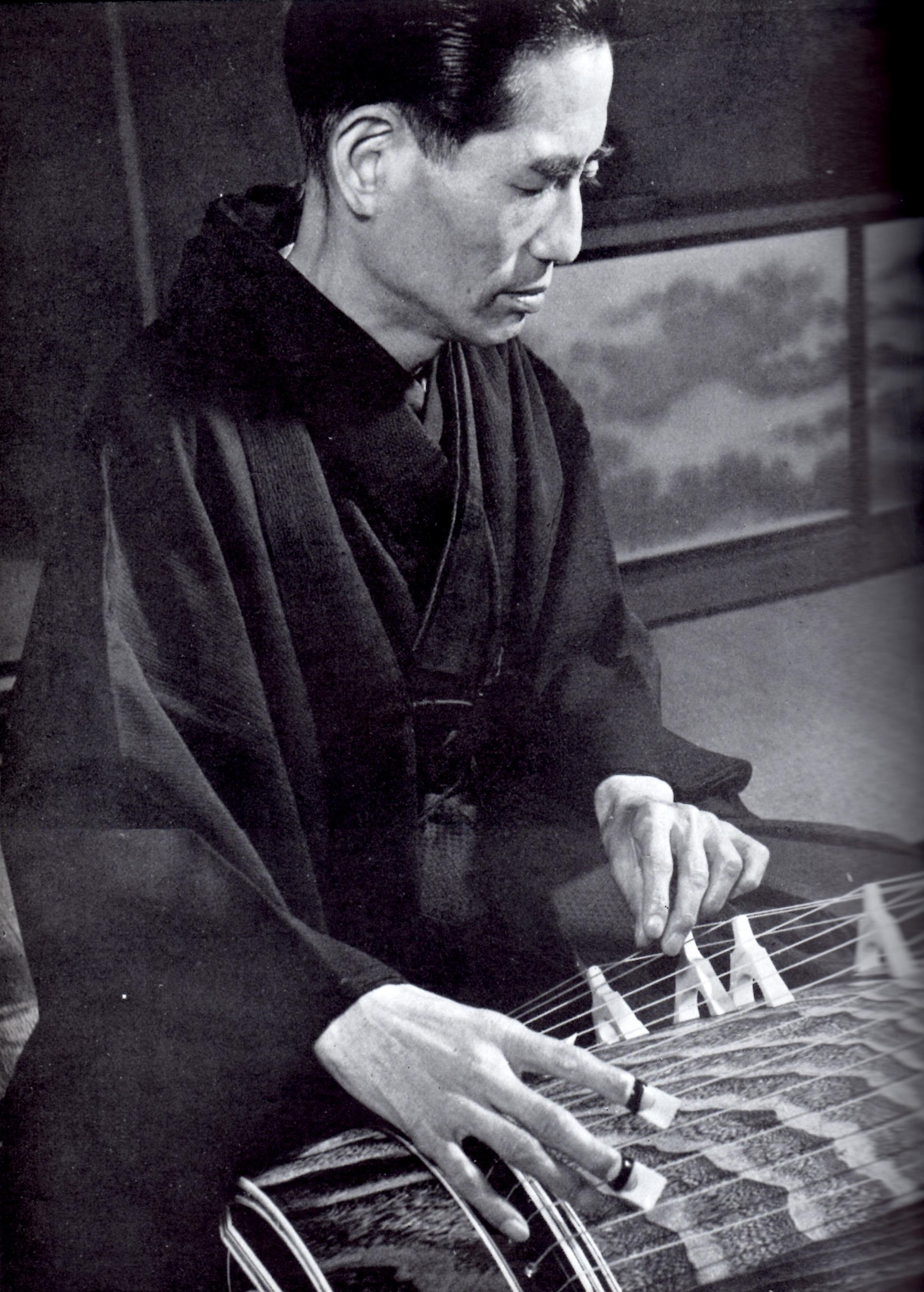
Mijagi Mičio
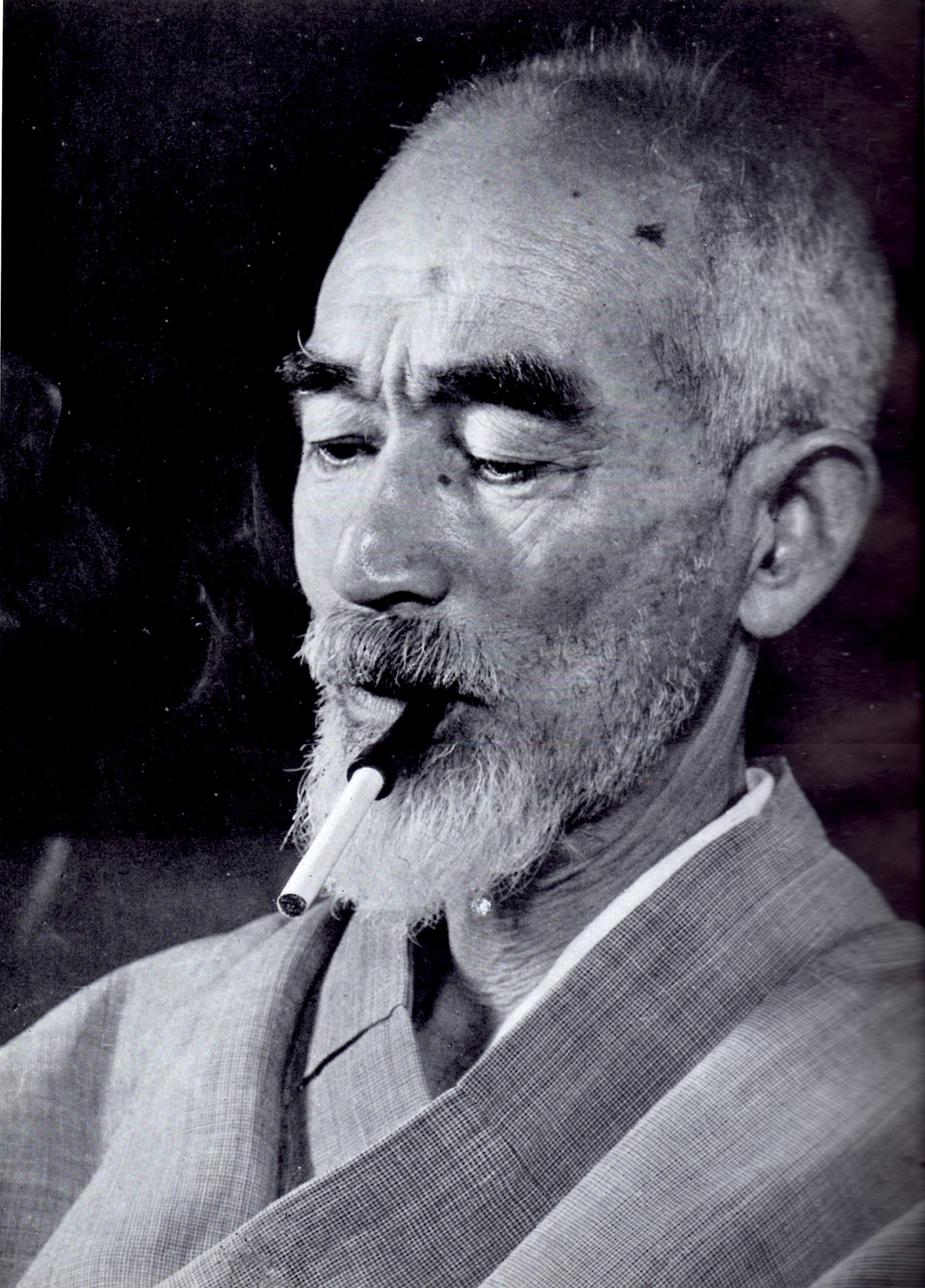
Šiga Naoja
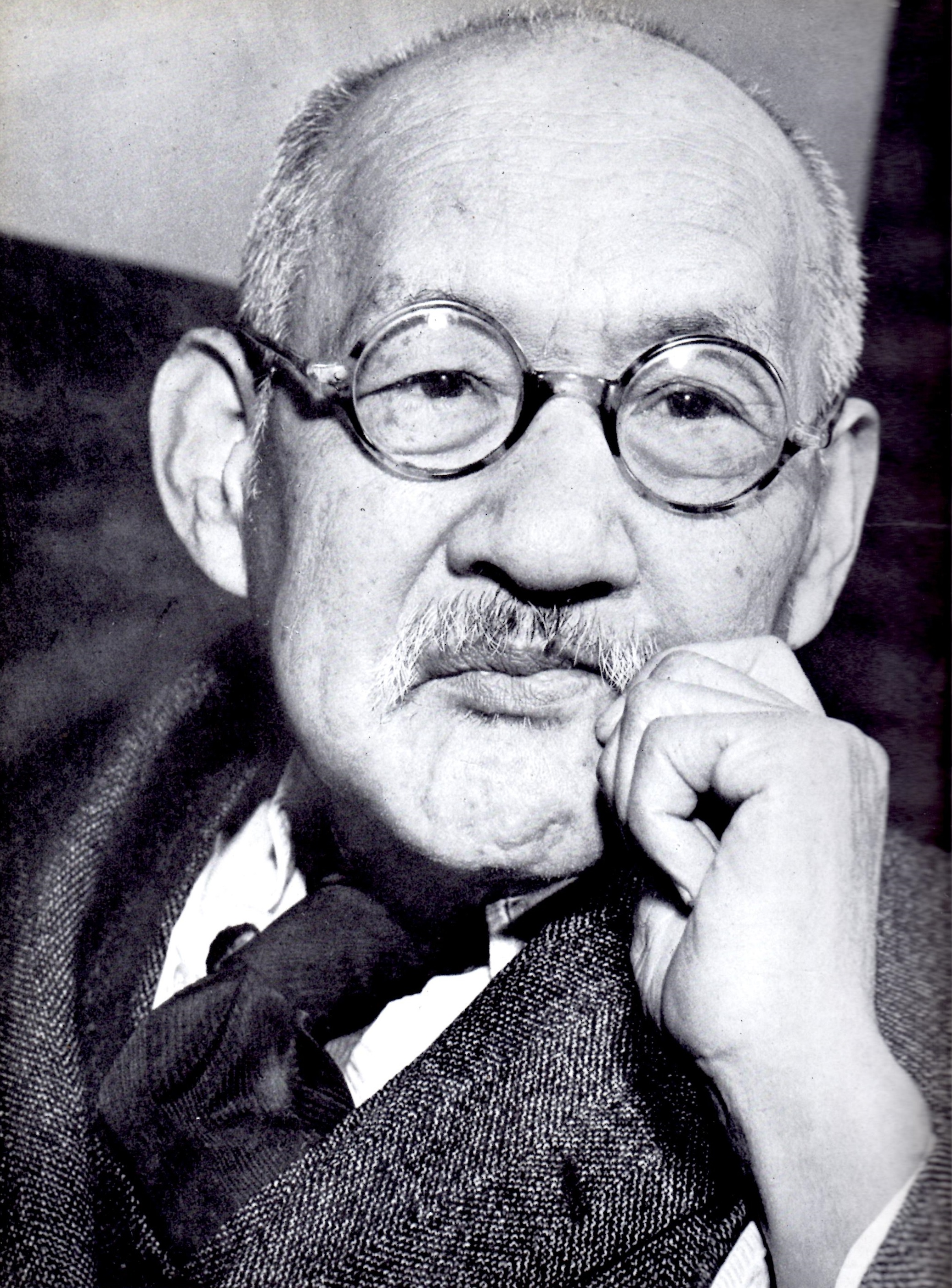
Takemacu Okada
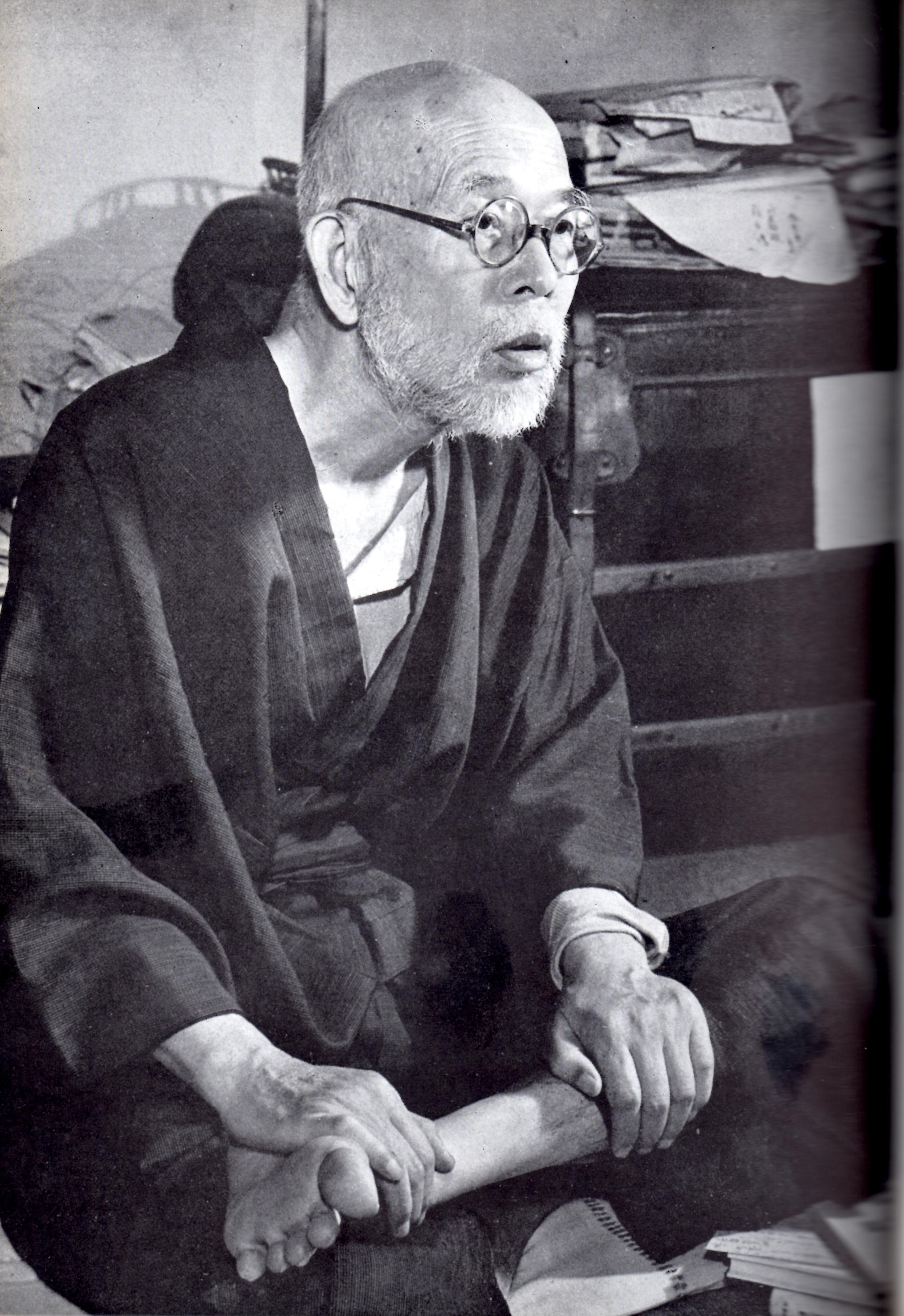
Mokiči Saitó
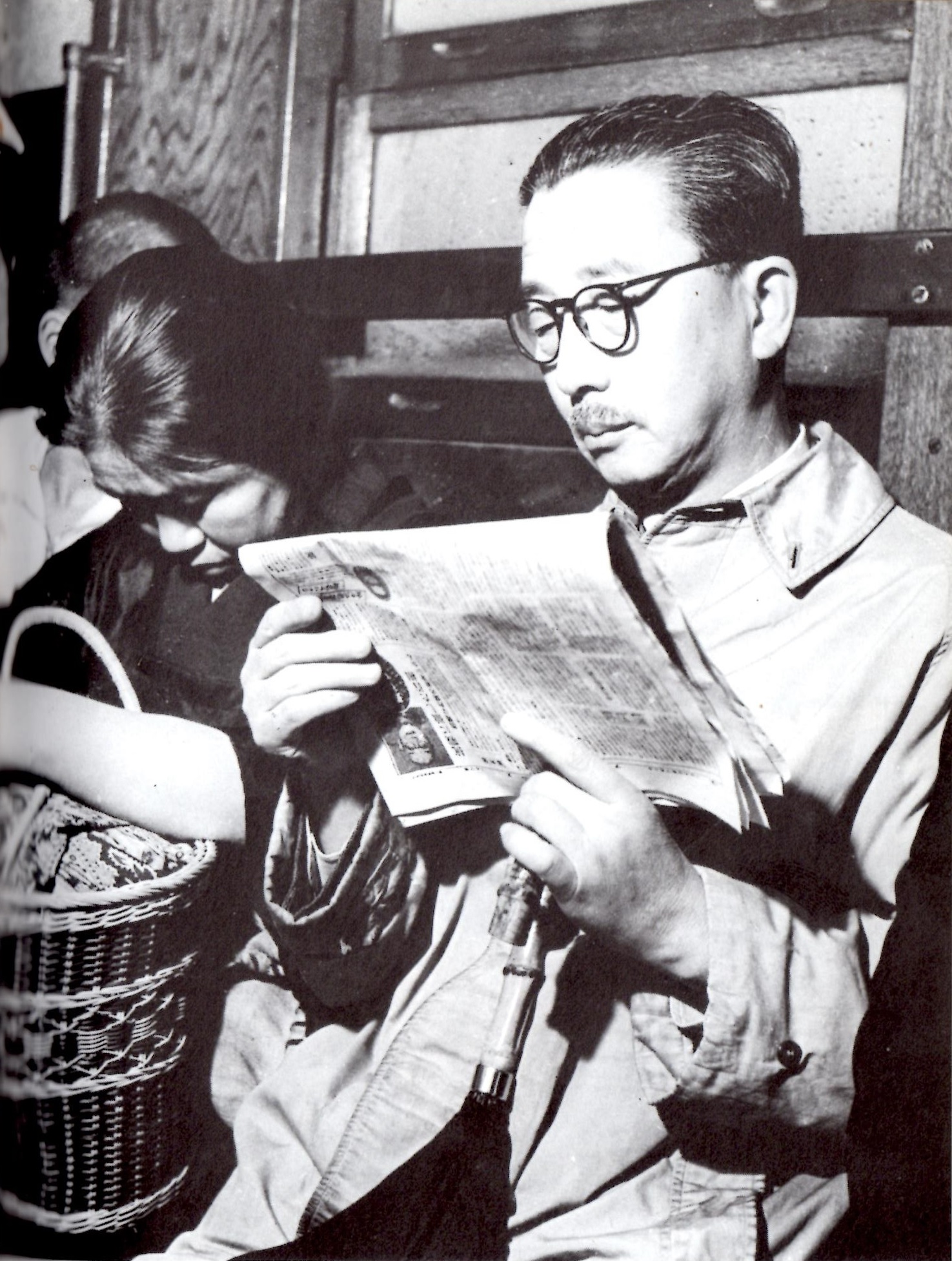
Nosaka Sanzó
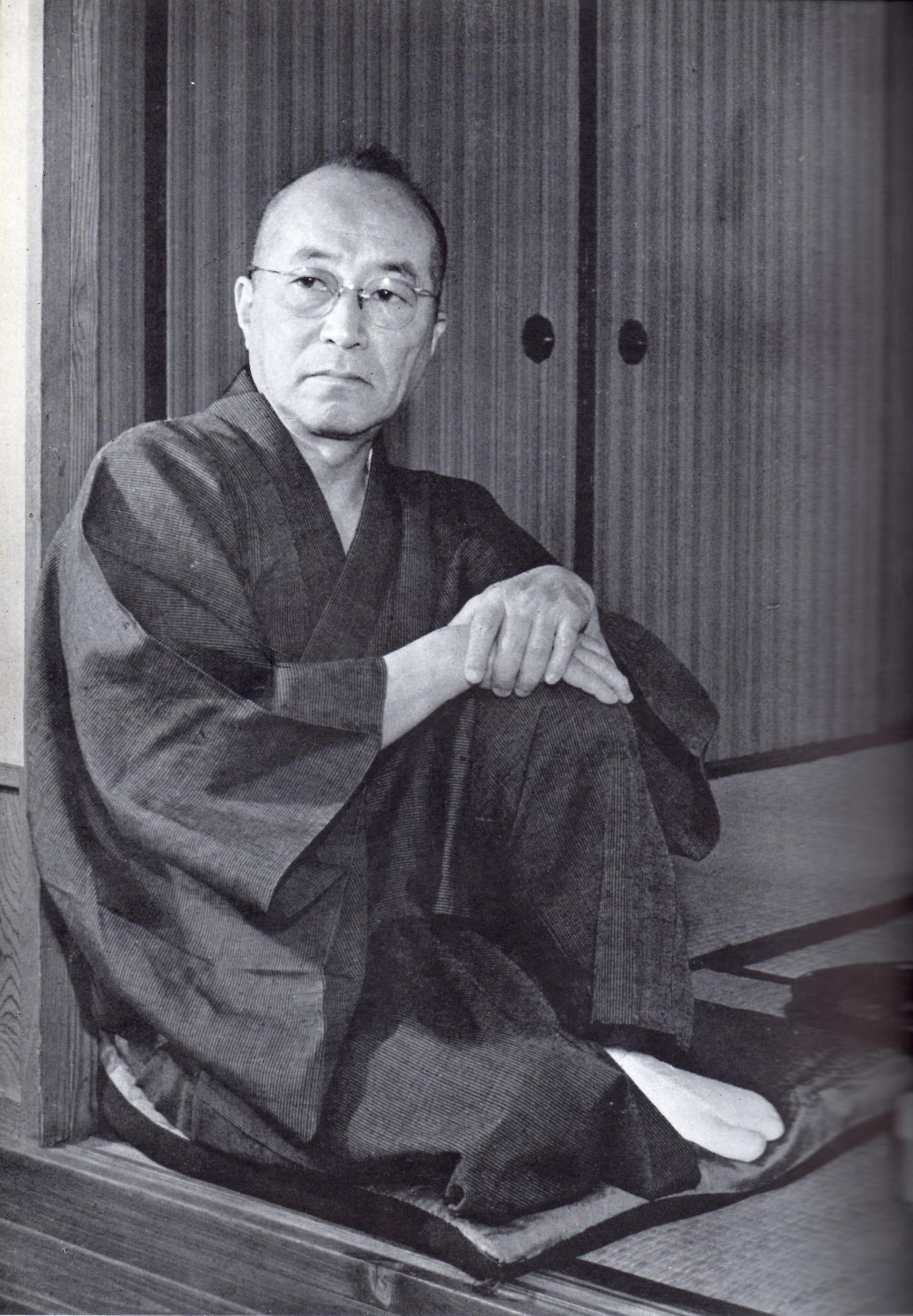
Ton Satomi
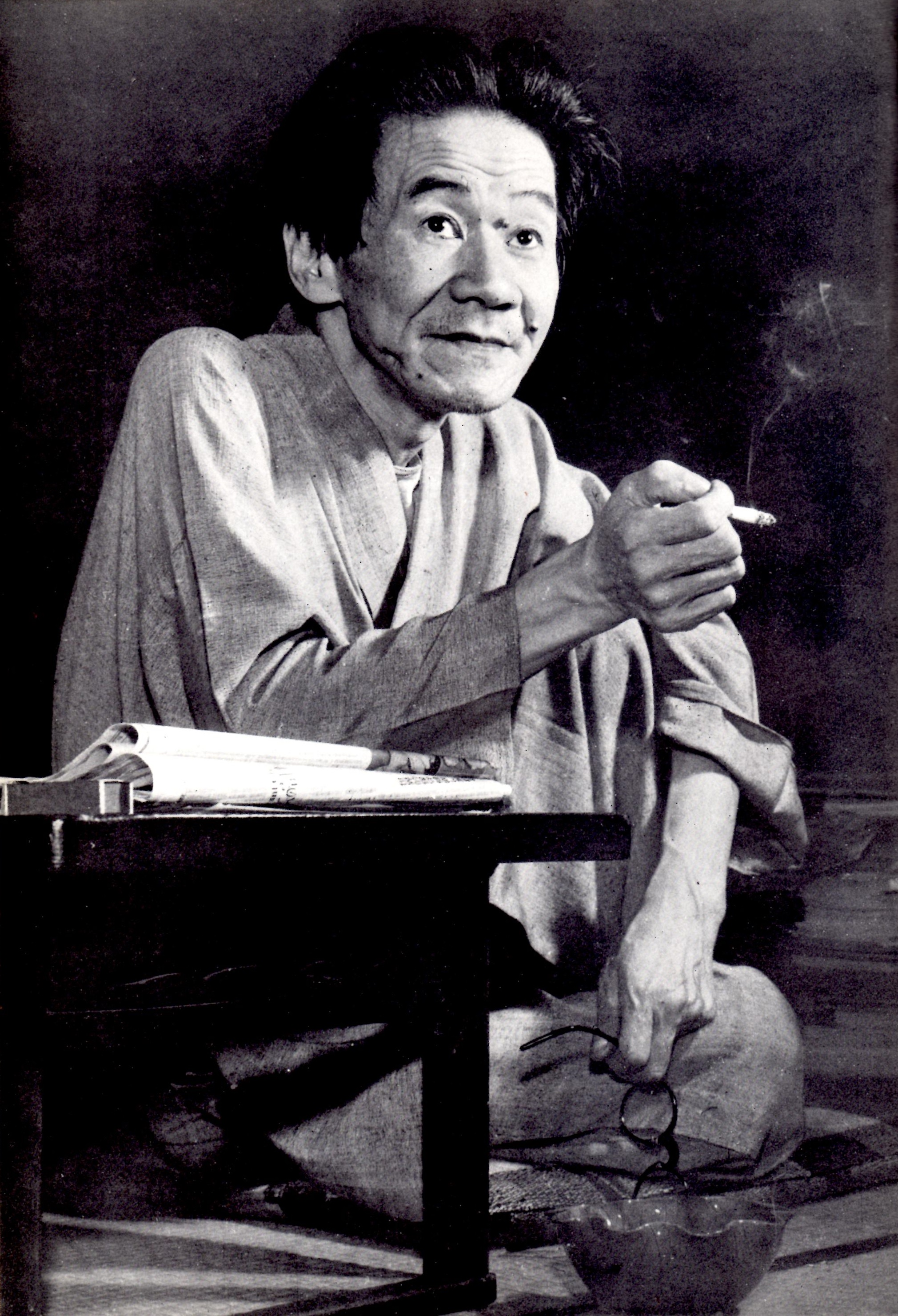
Tamocu Takata
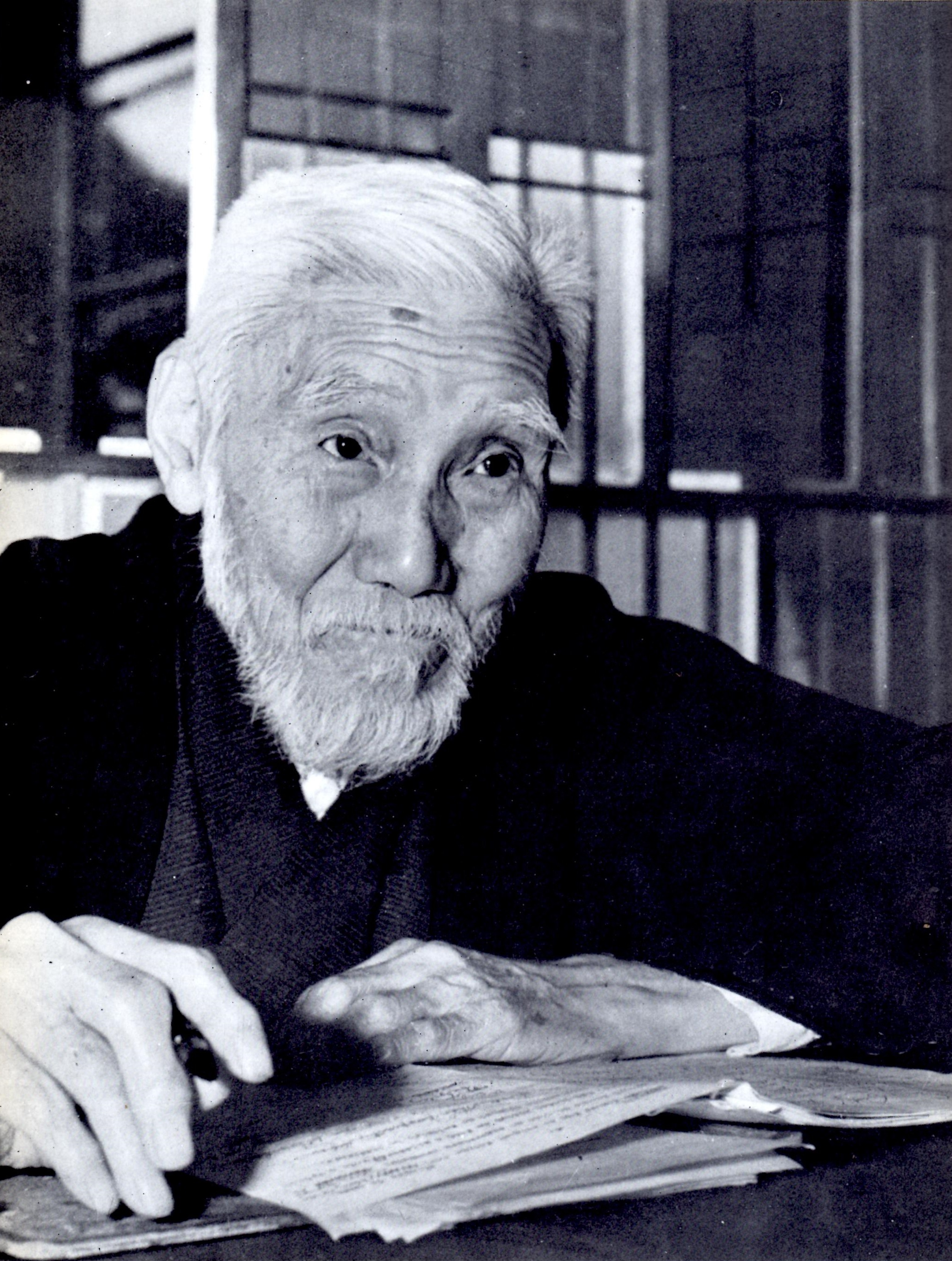
Aikicu Tanakadate
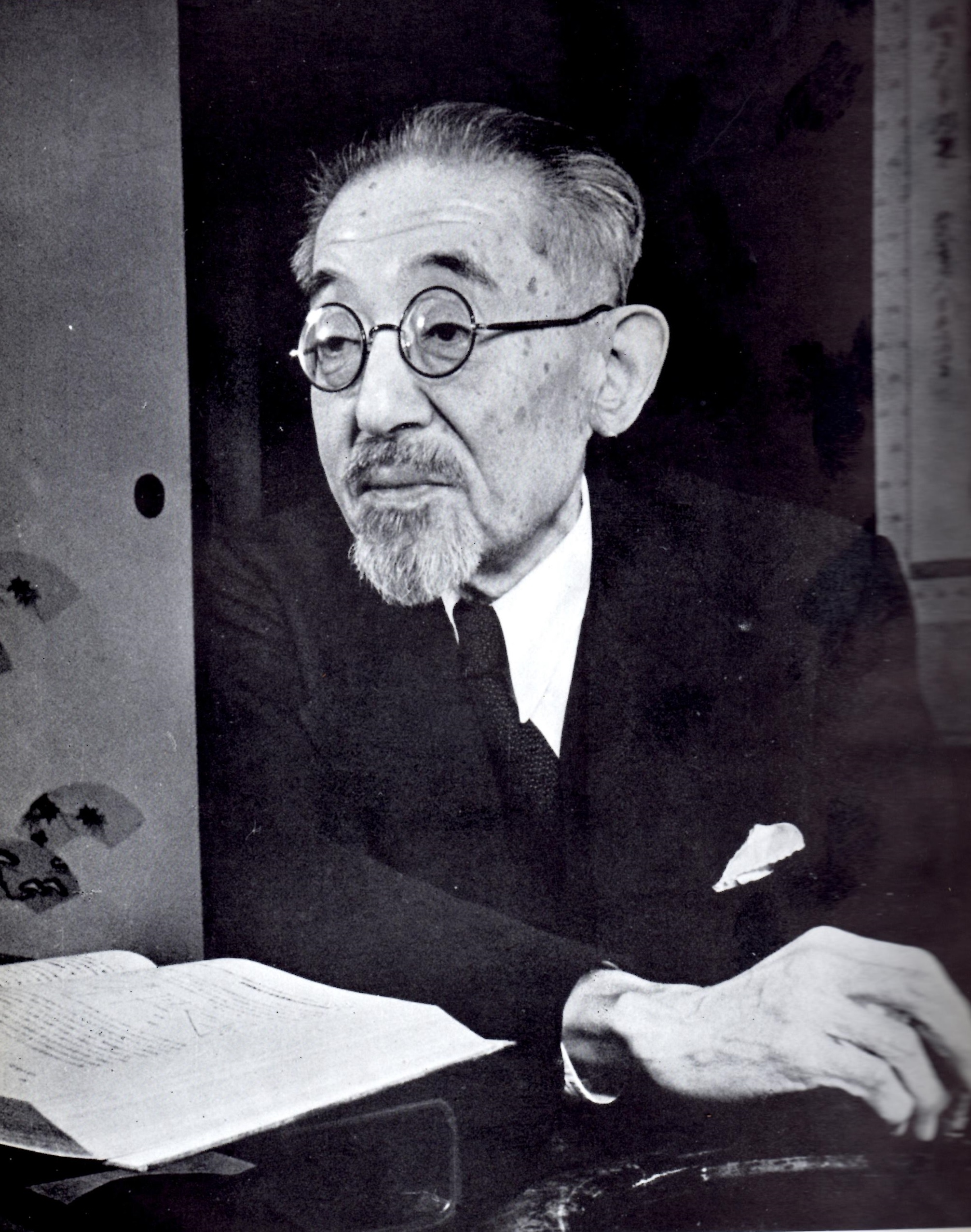
Teidži Takagi
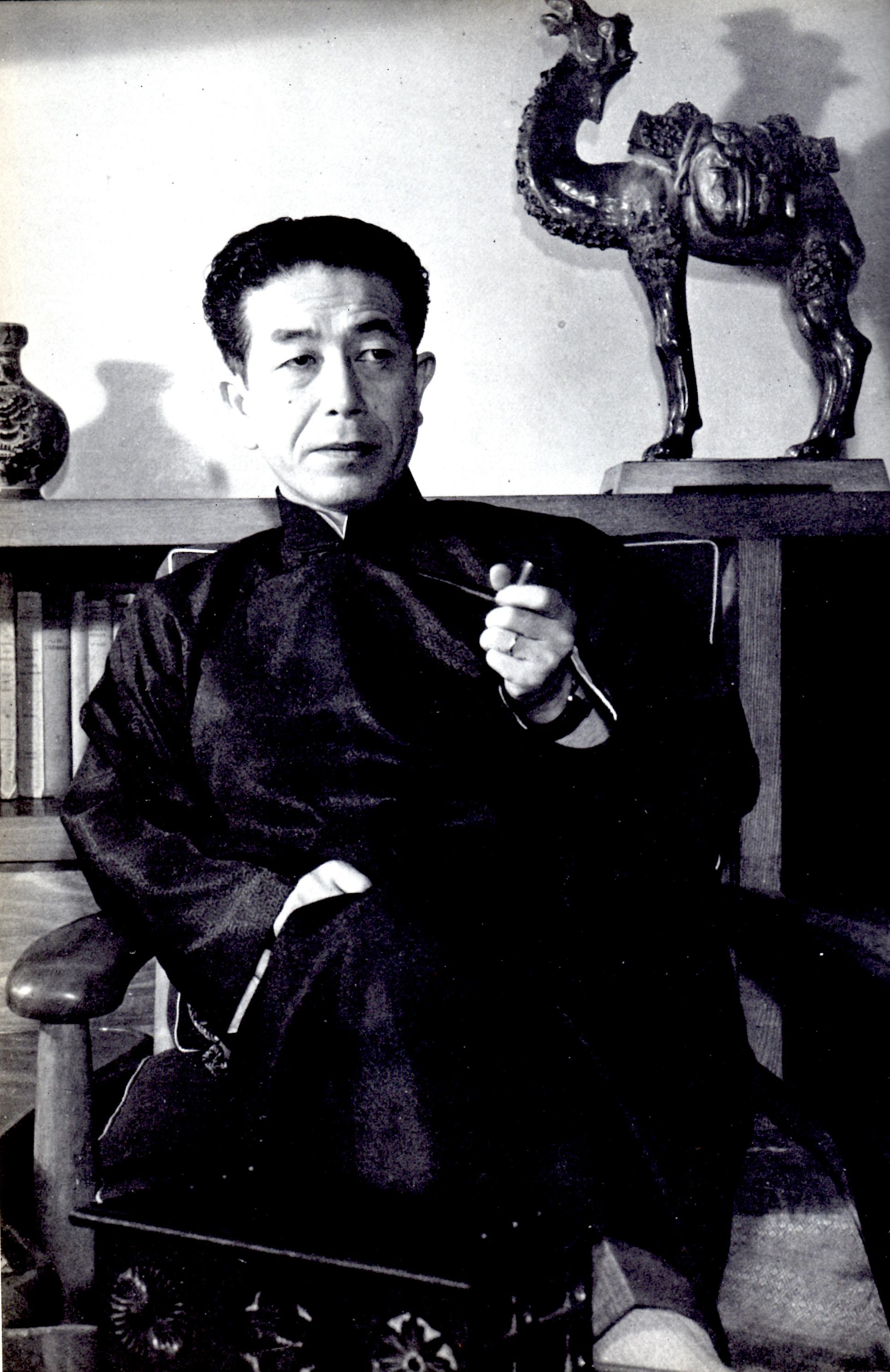
Tecuró Furukaki
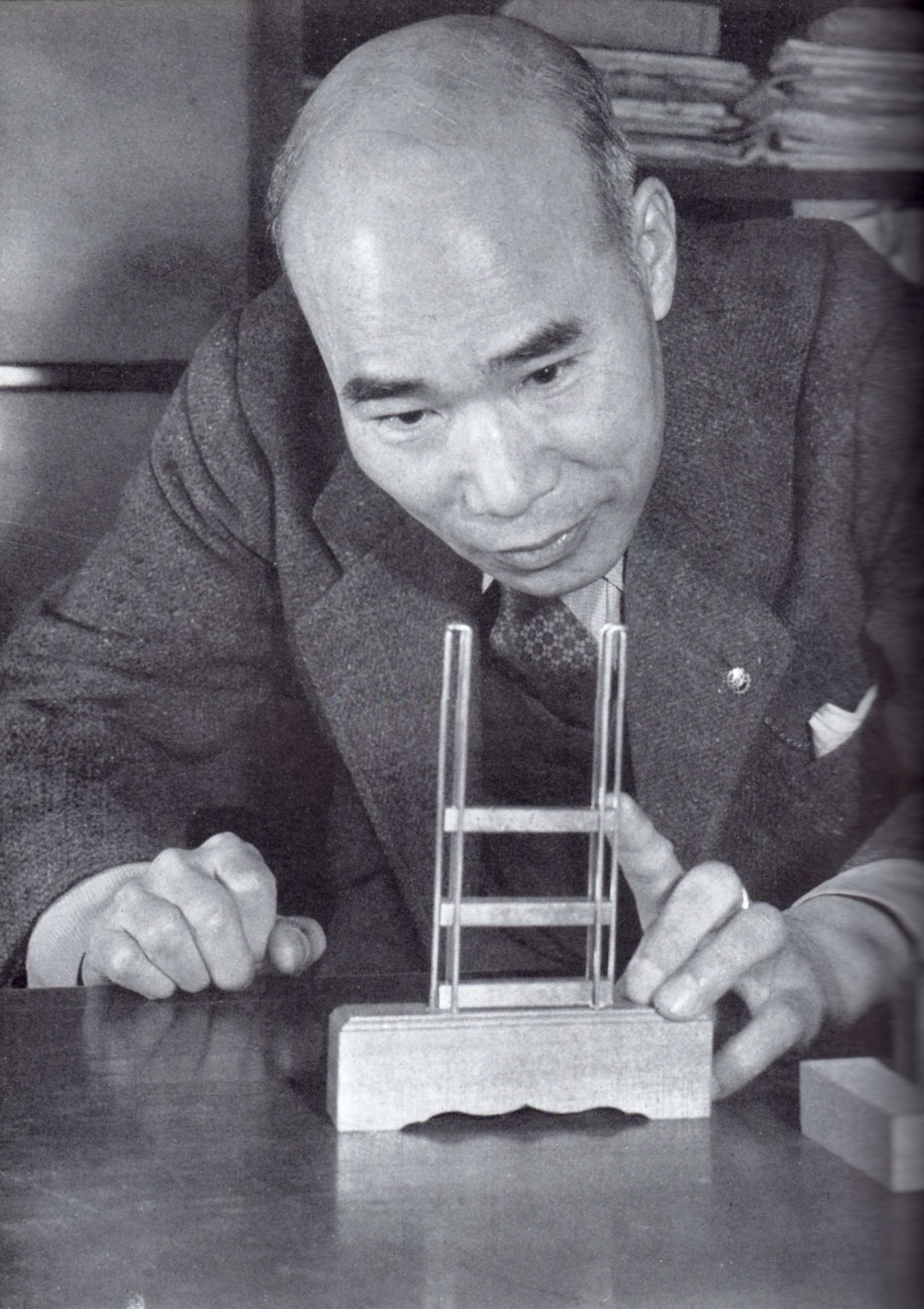
Tokušiči Mišima
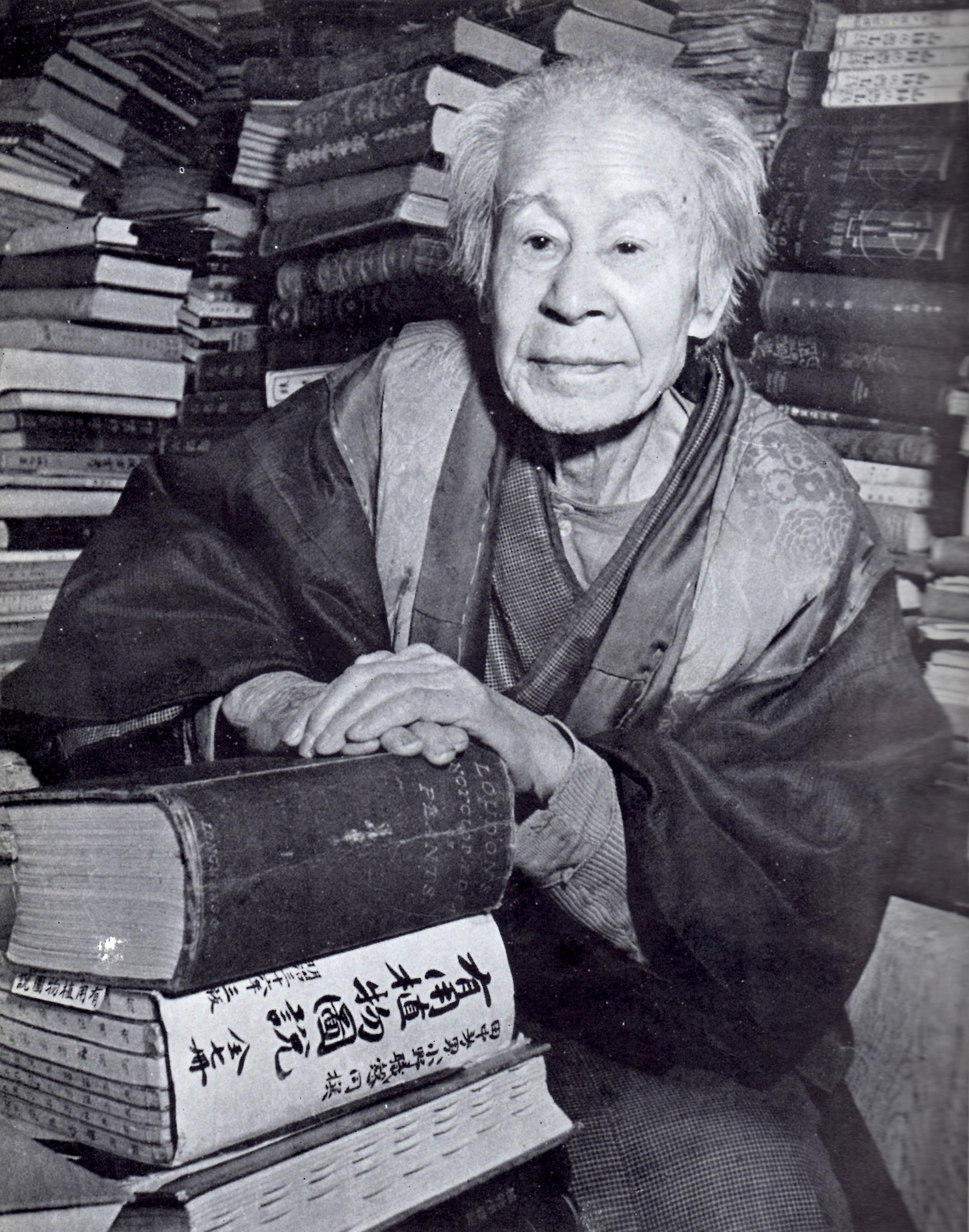
Tomitaró Makino
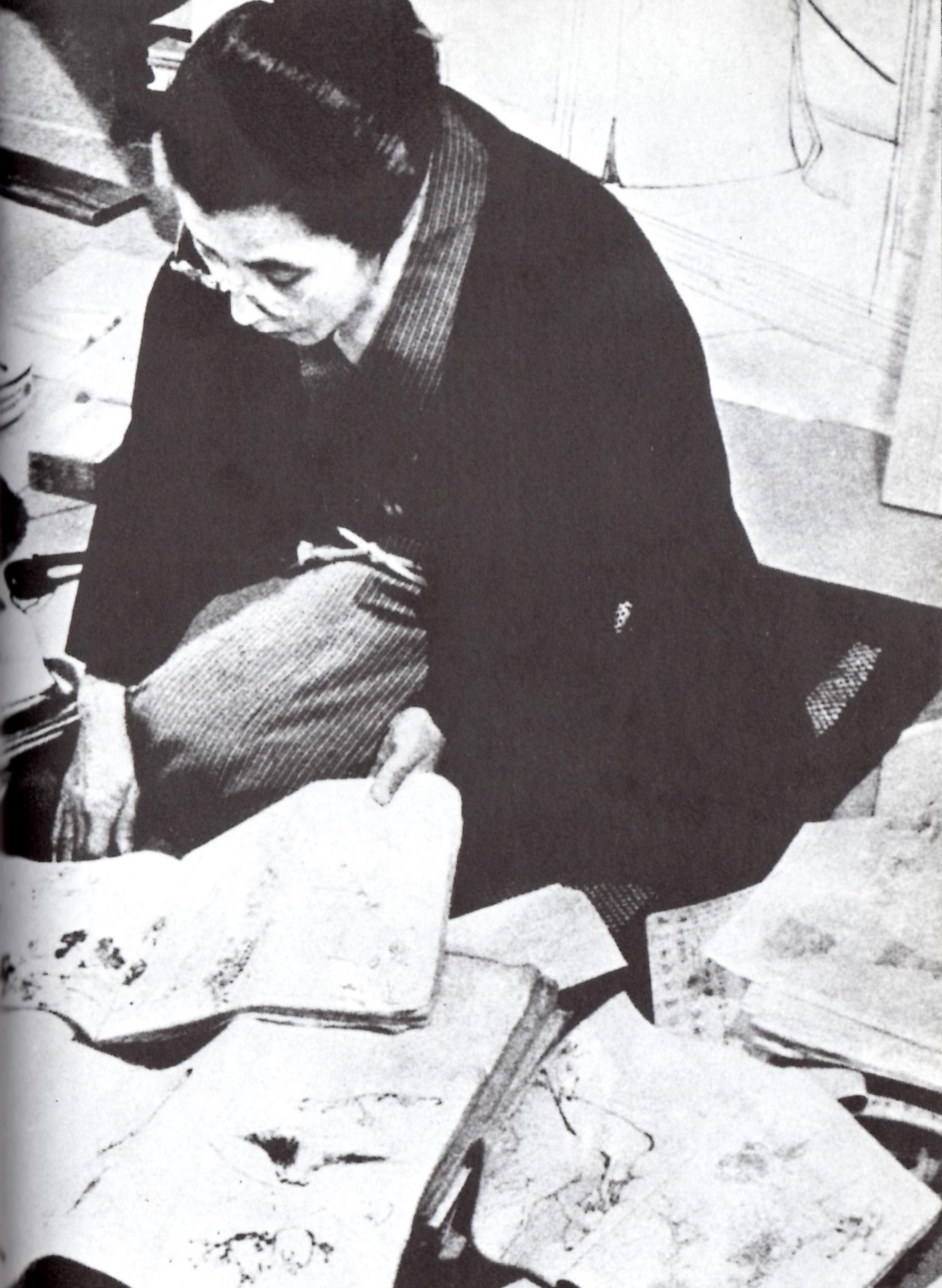
Šóen Uemura
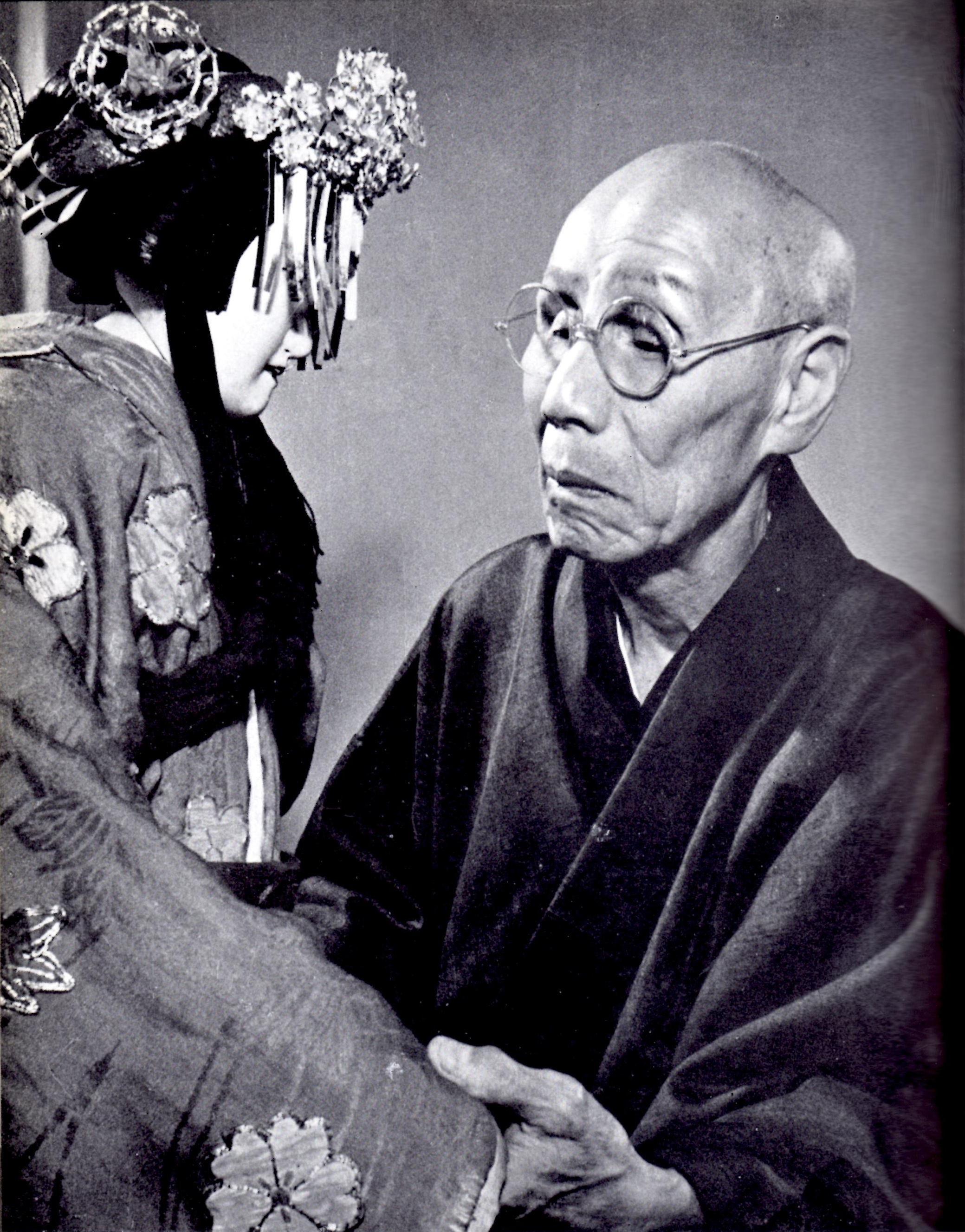
Bungoró Jošida
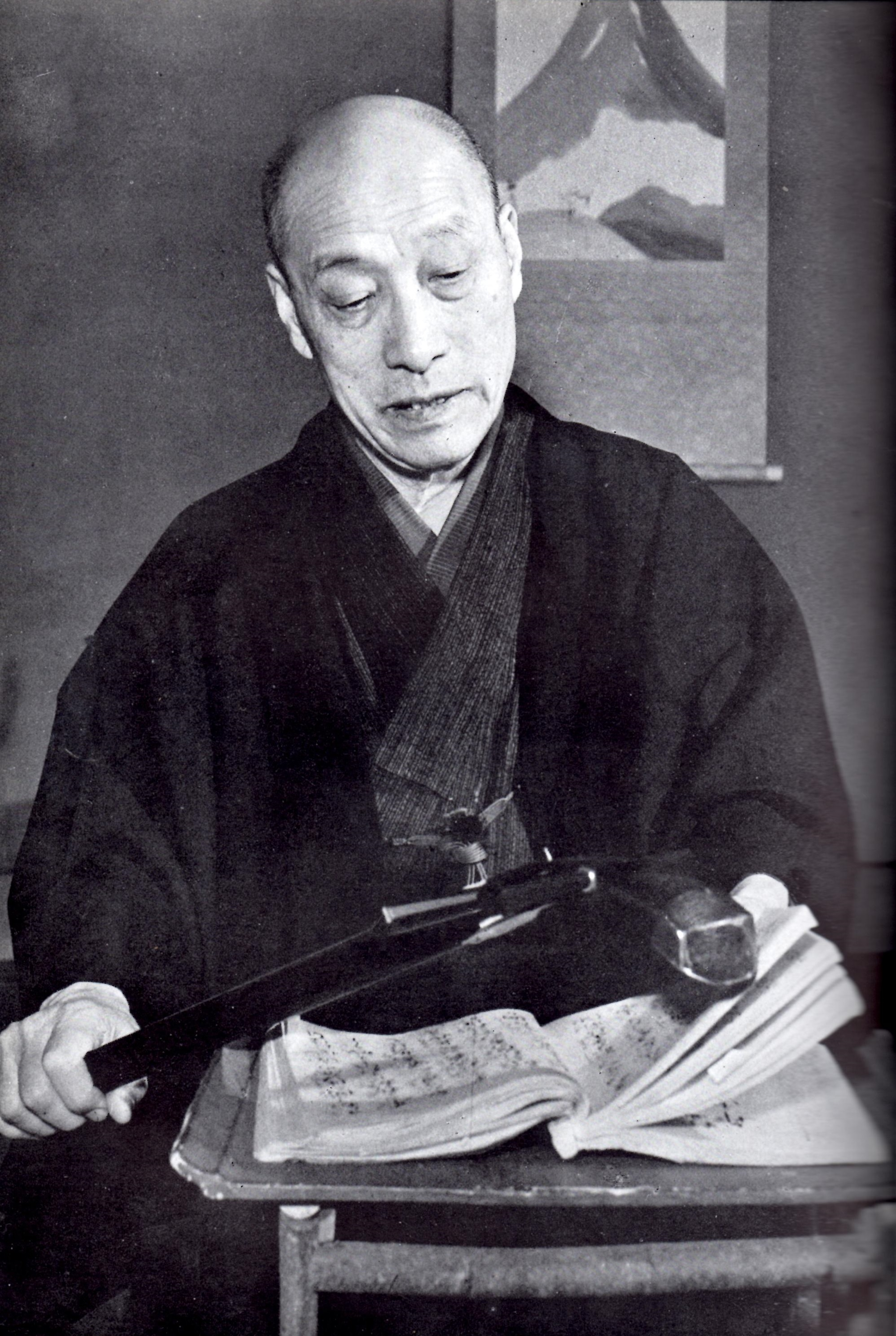
Kosaburó Jošizumi
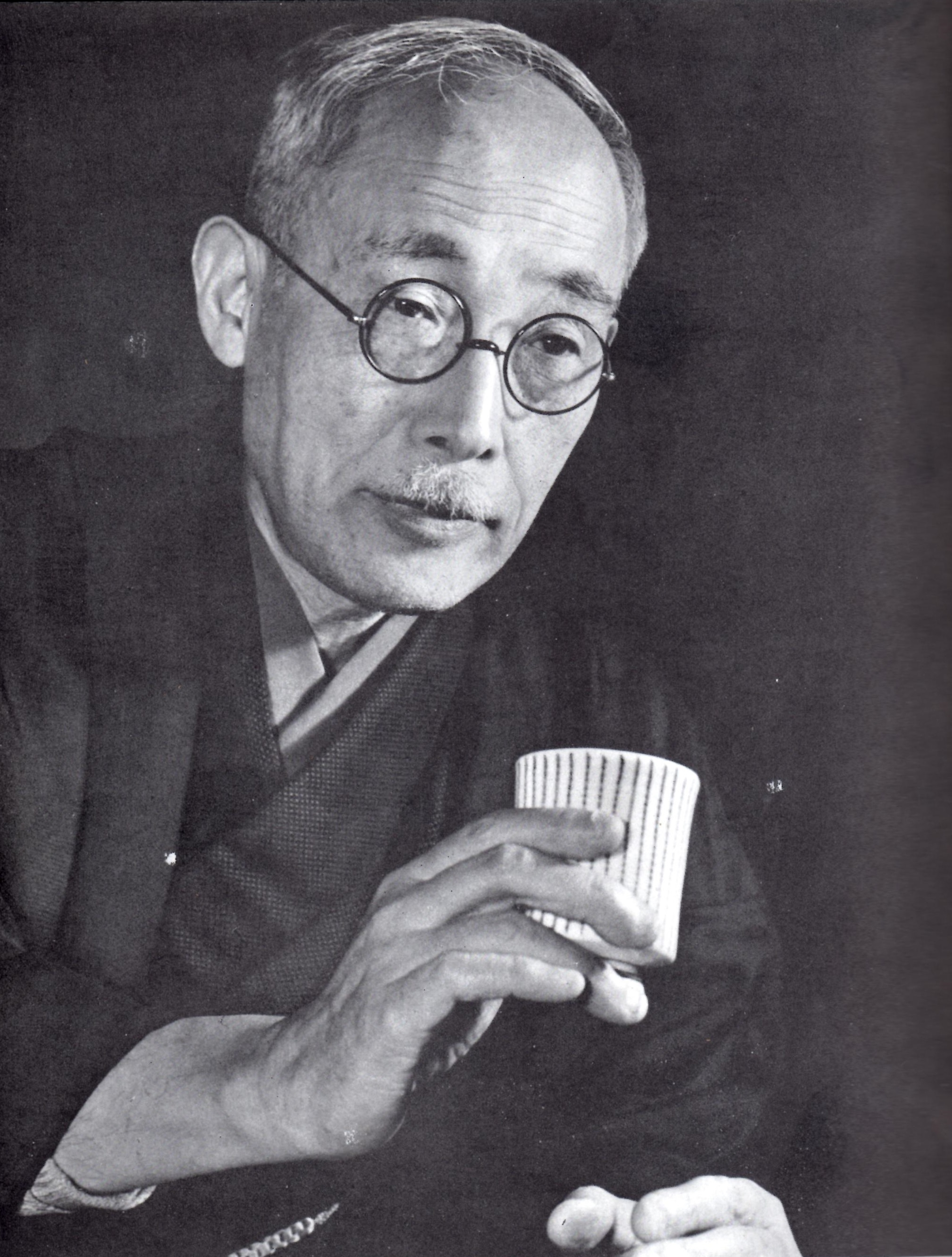
Jukihiko Jasuda